# Historie benátského malířství (11.–18. století)
Vývoj benátského malířství významně ovlivnila poloha města, která umožnila přijímat umělecké podněty jak ze západní Evropy, tak i z Východu, a to především z Byzance. Příčinou byl dlouhodobý hospodářský a politický vliv Byzantské říše na oblast Benátska. Nepřekvapí proto, že byzantská tradice v Benátkách přetrvala až do konce 14. století, kdy do oblasti začal pronikat mezinárodní gotický styl. Benátský důraz na smysl pro barvu je proto třeba hledat v byzantském umění, které bylo založeno na výrazné barevnosti uměleckých děl. Byly to především konstantinopolské mozaiky, a později i mozaiky ravennské školy, jejichž zářivé barvy byly vzorem pro benátské umělce. Z toho plyne, že benátské malířství bylo primárně založeno na použití barev, které dominovaly nad plastickou modelací postav a jejich umístěním v prostoru. Za konstantinopolských Palaiologovců byl obnoven i zájem o antiku, což poznamenalo tvorbu benátských umělců 13. a 14. století. V tomto období bylo i nadále upřednostňováno použití barvy v protikladu s florentským důrazem na přesnost obrazové podkresby. Naopak s pozdější technikou olejomalby se benátské malířství seznámilo během pobytu Sicilana Antonelli da Messina v Benátkách (1475).

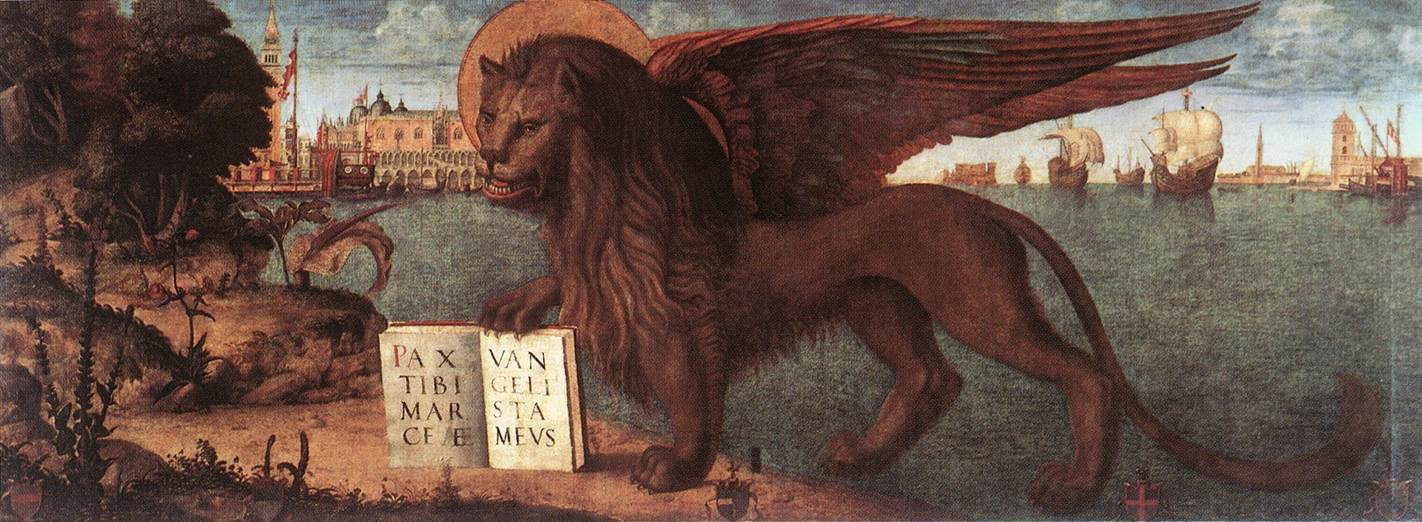
Lev sv. Marka (Vittore Carpaccio, 1516; Dóžecí palác, Benátky, Itálie))

S antickými podněty se však Benátky seznamovaly nejen prostřednictvím Konstantinopole, ale i prostřednictvím tvorby Andrey Mantegni, který se v roce 1453 přiženil do rodiny benátských Belliniů. Z dílny této rodiny vzešli malíři vrcholné renesance, včetně Tiziana. Později se v malbě Tizianových následovníků objevily charakteristiky manýristické malby, ale hospodářský úpadek Benátek a morová epidemie (1630) pozastavily další vývoj benátské malby. Teprve koncem 17. století malíři, kteří se již většinou narodili mimo Benátky, navázali na tradici benátské barevnosti 16. století. Jejich umělecký projev však měl již barokní podobu. Kolorismus benátské malířské školy se znovu objevil až po roce 1700 a to především ve freskách Giovanni Battisty Tiepola a v obrazech benátských vedutistů.

## Vliv Byzance a mezinárodní gotiky (11.–14. století)
Ve 12. století bylo byzantské umění reprezentováno především uměním konstantinopolského císařského dvora. Jeho vliv se projevil v jižní Evropě (Itálie, včetně Benátek, Řecko, Kypr). Přispělo k tomu i přechodné obsazení Konstantinopole křižáky (1204). Benátčané při něm získali i mimořádně cennou ikonu zvanou Madona Nicopeia, která byla v bitvách původně nesena před byzantským císařem. Obraz byl přenesen do baziliky sv. Marka, kde patřila mezi chrámové poklady. Tato ikona se stala vzorem pro způsob, jak benátští malíři rané renesance zobrazovali Pannu Marii s Ježíškem.

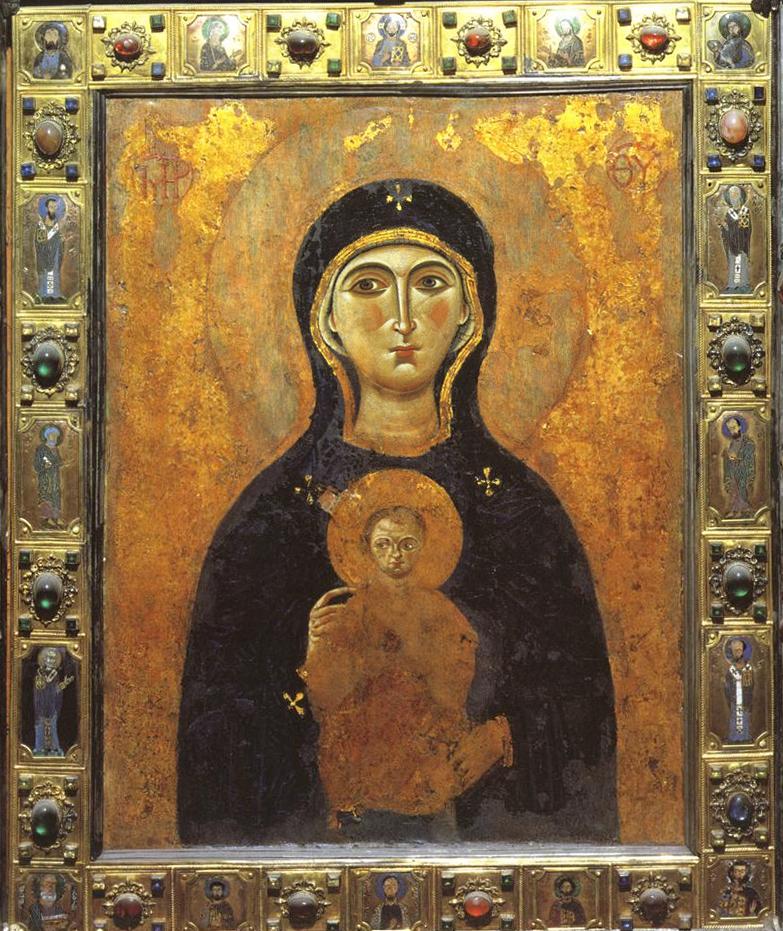
Madona Nicopeia (byzantská ikona, 11. století; bazilika sv. Marka, Benátky, Itálie)

V Byzanci malíři hojně používali zlacení ve snaze napodobit umění císařských dílen. Dokládá to i obraz Archanděl Michael, který křižáci uloupili v Konstantinopoli. Ve skutečnosti se jedná o desku evangeliáře z 10. století. Je unikátní pro svou velkolepost a bohaté zlacení, což svědčí o velké pozornosti věnované v Byzanci iluminovaným rukopisům.

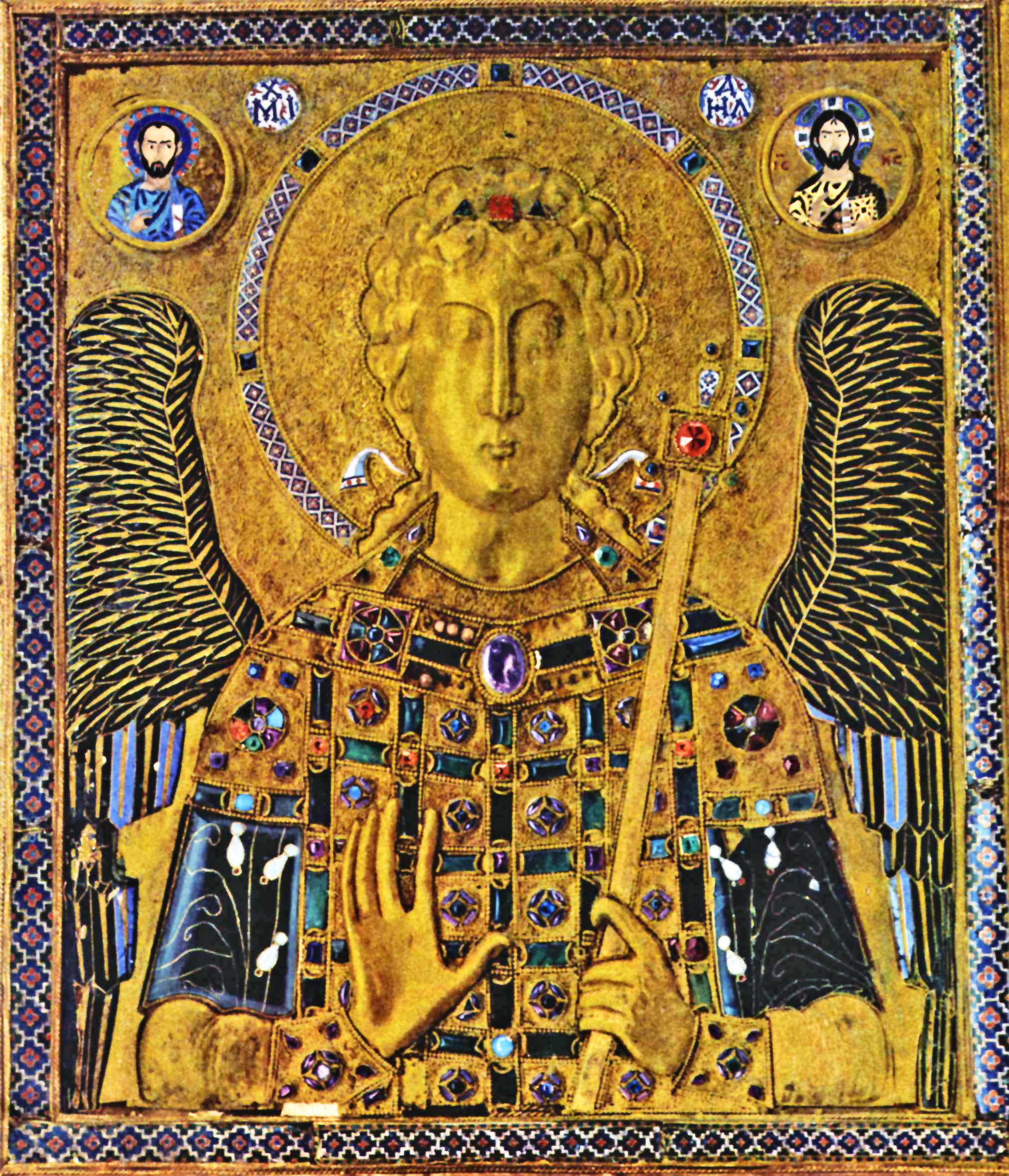
Archanděl Michael (evangeliář, 10. stoleti; bazilika sv. Marka, Benátky, Itálie)

Naopak malířský projev v západní části Evropy (Katalánsko, Francie, německé státy) se orientoval na mravní výchovu obyvatelstva. Objevila se snaha po věrnějším zachycení života člověka spojená s jeho spásou či zatracením.

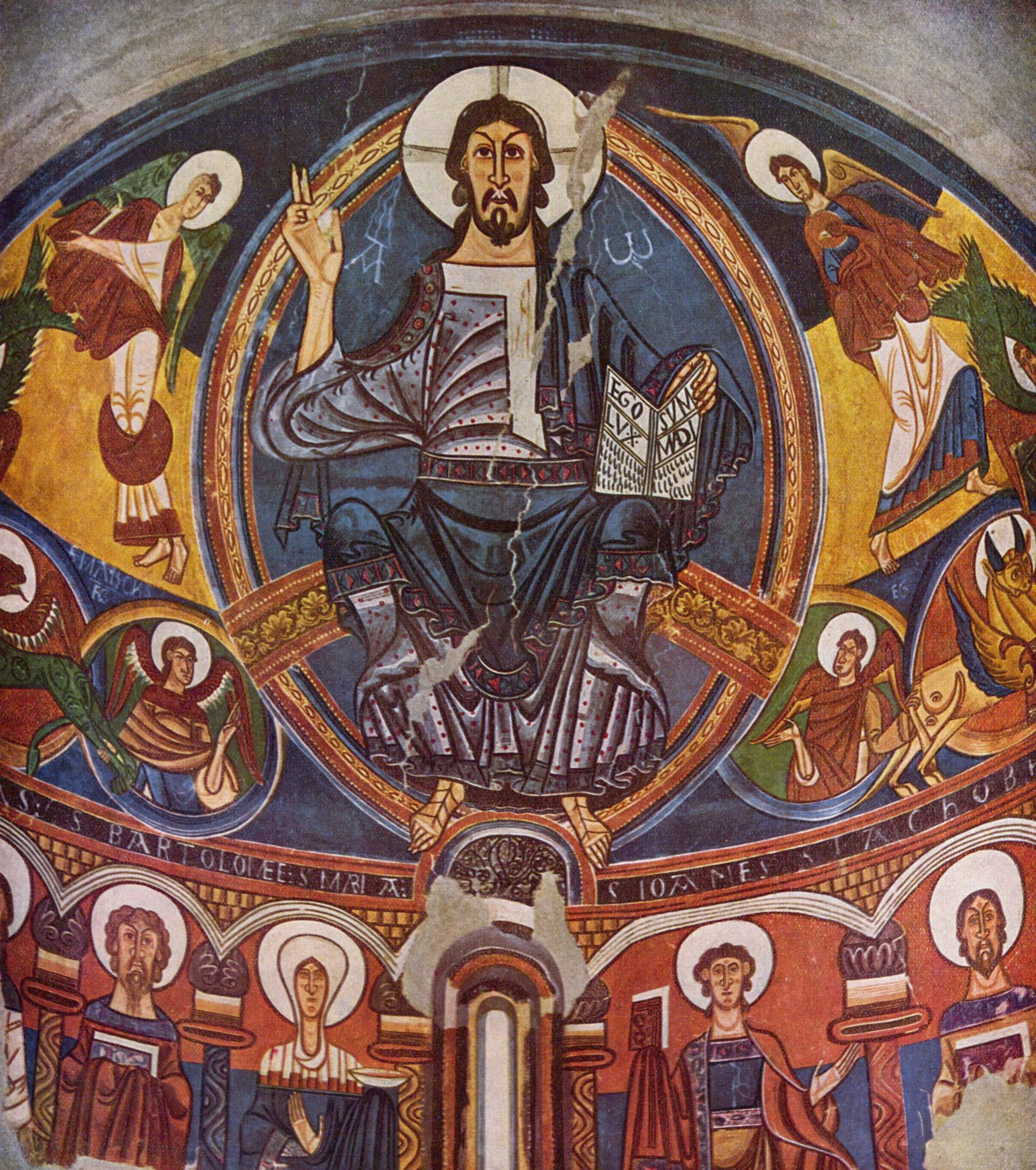
Kristus v mandorle (freska, 1132; Museo de Arte de Cataluña, Barcelona, Španělsko)

Jedno z center románského malířství západní Evropy se nacházelo v oblasti katalánských Pyrenejí. K nejcennějším freskám té doby patřila freska s vyobrazením Krista v mandorle, kterou namaloval neznámý malíř v kostelíku San Clemente v Tahullu (Španělsko). Nástěnná malba byla datována do roku 1123, kdy byl kostel vysvěcen. Až manýristicky protáhlá Kristova tvář měla svým výrazem vzbuzovat v divákovi respekt z Boží přítomnosti. Jeho stylizovaná podoba byla zdůrazněna barevností jeho postavy.
Naopak benátská bazilika sv. Marka, jejíž přestavba byla zahájena asi roku 1063 a dokončena zhruba roku 1111, se stala místem, kam byly sváženy umělecké artefakty z Orientu. Benátky tak nejen přijímaly umělecké podněty z Východu, ale staly se i jejich šiřiteli v celém Středomoří. Navíc do Benátek přicházeli z Osmany obsazených území byzantští umělci, kteří na konci 11. století započali s mozaikovou výzdobou baziliky sv. Marka, přičemž Benátčané na ní pracovali až do 14. století.

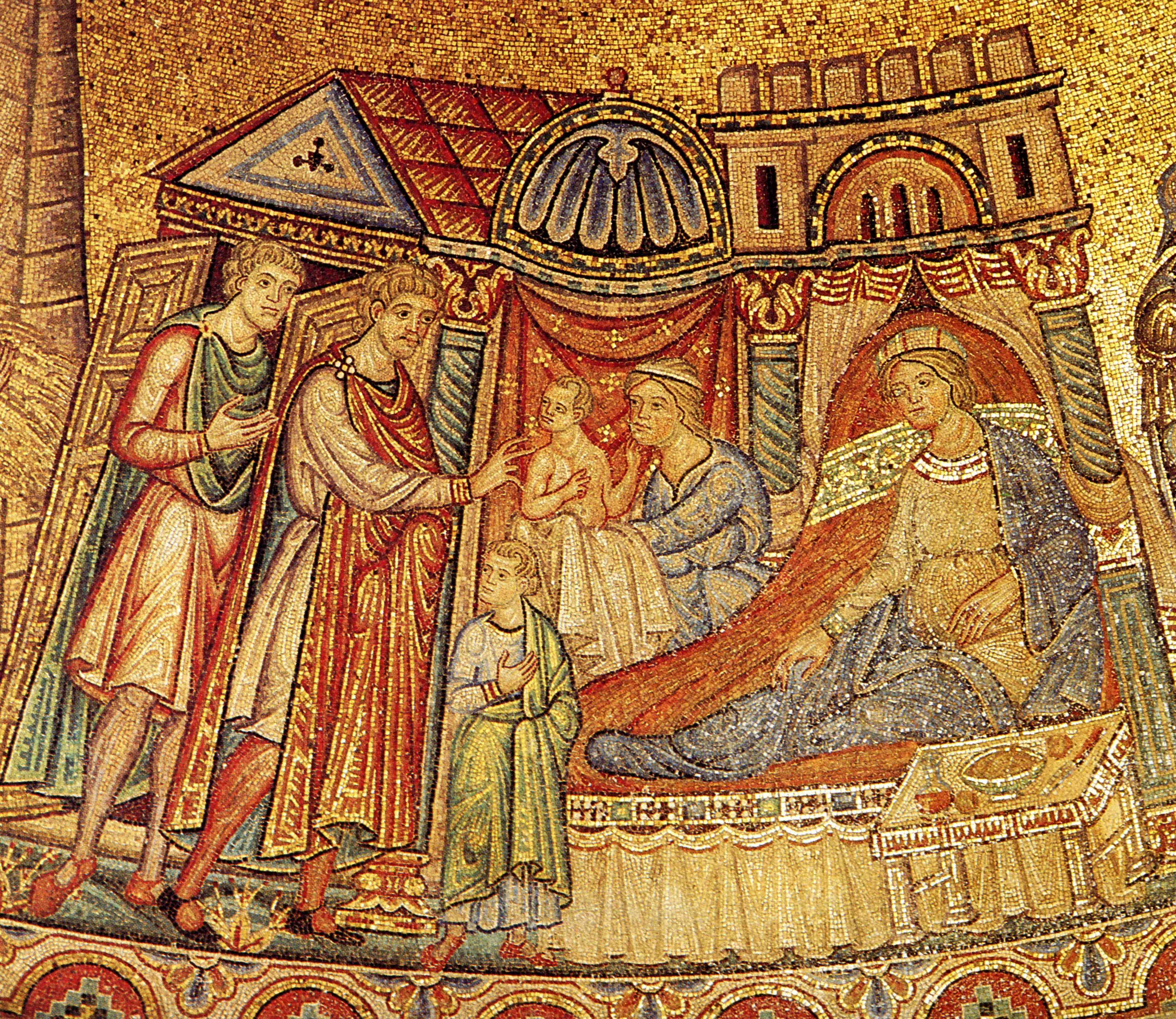
Josef Egyptský a Asenat (anonym, mozaika ze 13. století; Bazilika sv. Marka, Benátky, Itálie)

V rámci obchodu se jejich umělecké předměty dále šířily jihem Evropy. Itálie však potřebovala ještě celé 12. století k tomu, aby se i zde začaly objevovat umělecké projevy románského slohu. Předlohou pro ně byly fresky benediktinské školy nacházející se v klášteře Monte Cassino. Benátky nezůstaly netečné k tomuto realismu šířícímu se z Lombardie. V tomto století však nacházíme v benátském umění i antické prvky, které signalizovaly odklon od byzantského umění. Ke konci 13. století se již ve vyobrazeních začala objevovat majestátnost lidských postav, která dokládala nástup nové éry, na jejímž začátku stála osobnost florentského malíře Giotta di Bondone (1267–1337). V souvislosti s jeho tvorbou do benátského malířství vstoupily prvky realismu, které byly modifikovány šířícím se mezinárodním gotickým stylem.

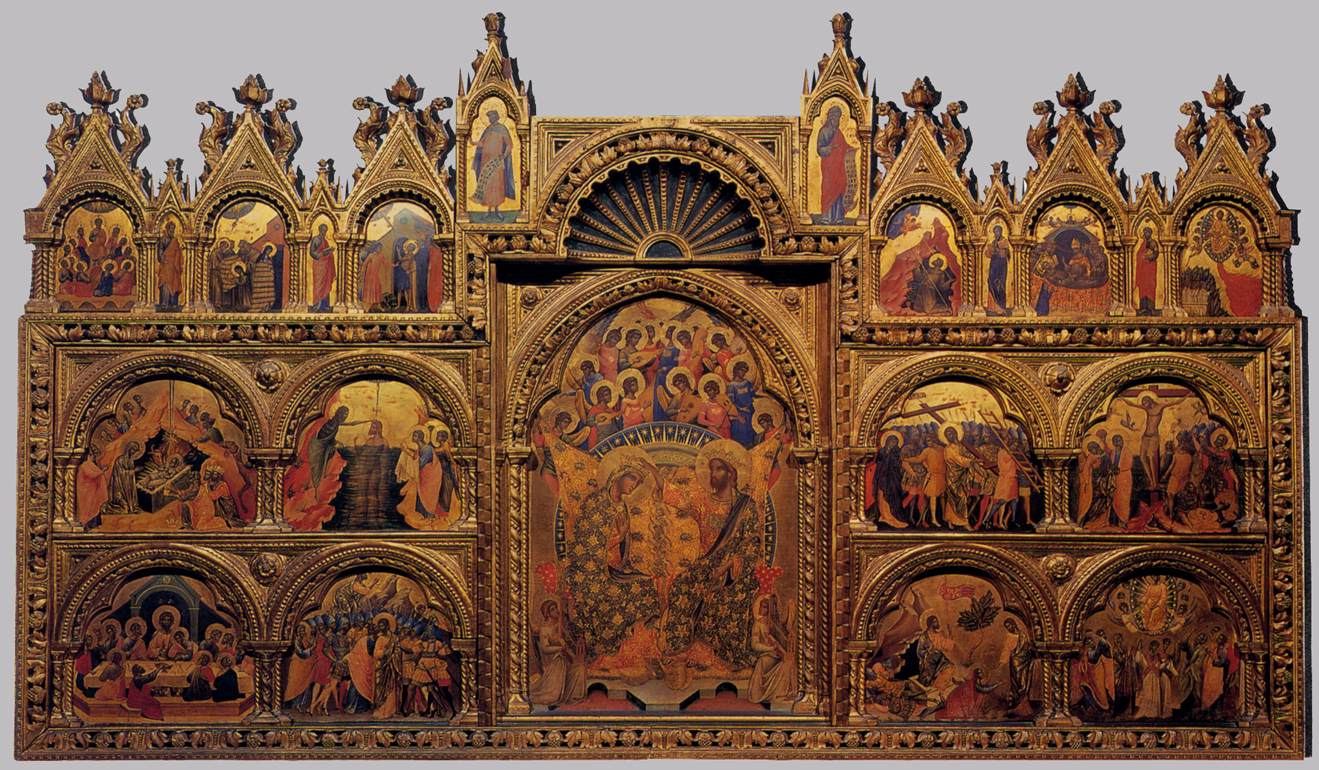
Scény ze života Krista a světců (Paolo Veneziano, polovina 14. století; Galleria dell'Academia, Benátky, Itálie)

Za skutečného zakladatele benátské malířské školy se považuje Paolo Veneziano (činný 1333–1358), který v polovině 14. století začal kombinovat byzantské a gotické malířské formy. Jím použité gotické prvky však ještě vykazovaly deformace dané jeho experimenty při zobrazování lidských postav. Ve svých oltářních obrazech Paolo Veneziano maloval řady postav světců a situoval je do bohatě vyřezávaných rámů. Tato podoba oltářního polyptychu přetrvala v benátském malířství déle než jedno století. Přestože Paolův malířský styl byl ve své podstatě byzantský, jeho smysl pro linii, objem a barvu byl již gotický. V jeho pozdních dílech byl dokonce patrný vliv Giottových fresek namalovaných v padovské kapli Scrovegniů. Tyto nové prvky se v benátské malbě projevily ještě výrazněji v obrazech Paolova následovníka zvaného Lorenzo Veneziano (1336–1372).

Madonna s dítětem (Carlo Crivelli, 80. léta 15. století; Pinacoteca civica Francesco Podesti, Ancona, Itálie)

Byl to zvyšující se počet gotických prvků, které se objevily v obrazech Lorenza Veneziana a jeho pokračovatele Jacobella di Bonomo (činný mezi 1370 a 1390). Jejich obrazy vynikaly živostí postav a dynamičností drapérií na oblečení. Lorenzo Veneziano a jeho pokračovatelé významně ovlivnili benátskou malbu v průběhu posledních desetiletí 14. století. V té době se Evropou šířil mezinárodní gotický styl, se kterým se v benátském malířství objevila snaha po plastické modelaci tvarů pomocí světla a stínu. Současně se objevilo zvýšené úsilí po zobrazení výjevů v architektonickém nebo přírodním prostředí.

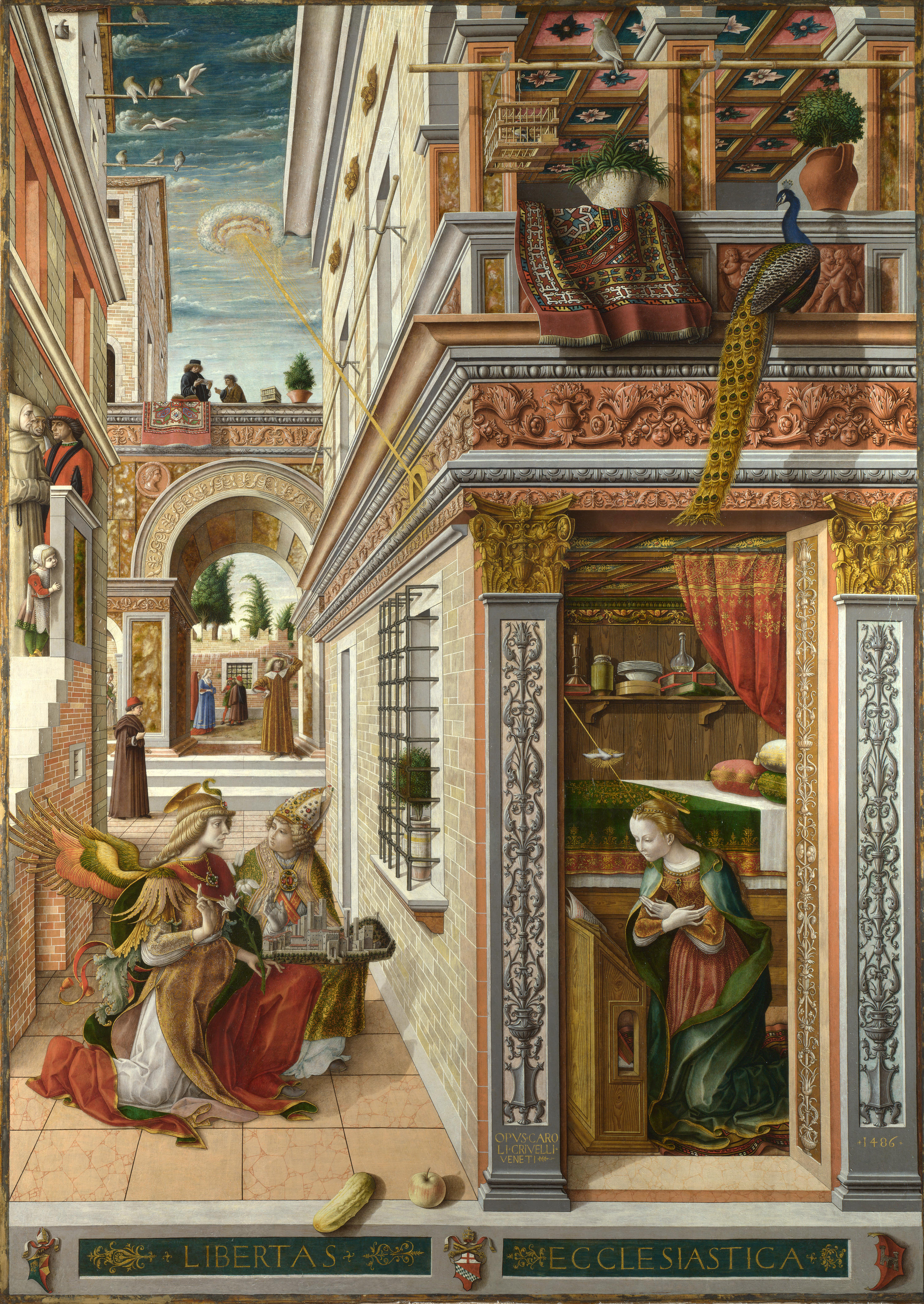
Zvěstování se sv. Eligiem (Carlo Crivelli, 1486; Národní galerie v Londýně, V. Británie)

Kolem roku 1410 přinesli styl mezinárodní gotiky do Benátek dva malíři, Florenťan Gentile da Fabriano (1370?–1427) a Veroňan Pisanello (1390?–1455), kteří byli přizváni k výzdobě Dóžecího paláce. Tento umělecký směr však Benátky nakonec nepřijaly. A tak jen Carlo Crivelli (1430/35–1495/1500) byl benátským malířem, jehož způsob malby byl kombinací přetrvávajících prvků pozdní goticky a nastupující rané renesance. Crivellimu se malířského poučení dostalo v dílně rodiny muránských Vivariniů, o čemž svědčí mimořádná barevnost jeho deskových obrazů doprovázená gotickou dekorativností a zálibou v detailu. Tato záliba se v jeho obrazech projevila malbou štíhlých prstů Madon spolu s přítomností různých druhů ovoce, zeleniny a květin při okrajích obrazové desky. Na londýnském obraze Zvěstování se sv. Egidiem byla již dobře patrná Crivelliho renesanční konstrukce prostoru. Přitom krása zobrazeného města soupeřila s významem náboženského tématu. V jeho pozdních dílech přetrvávala záliba v nádheře dokládající, že Crivelli zůstal gotikem. Od poloviny 15. století stagnace jeho tvorby byla částečně způsobena Crivelliho trvalým pobytem mimo Benátky.

## Raná renesance (15. století)
Kolem roku 1406 se v Benátkách narodil Domenico Veneziano (1406/10–1461), který pracoval v různých severoitalských městech, včetně Benátek, ve stylu Gentile da Fabriana. Touto cestou pronikly prvky mezinárodní gotiky a rané florentské renesance do benátského malířství 15. století. Tyto prvky dále rozvíjel Benátčan Jacopo Bellini (1400?–1470) a v nedalekém Muránu malíř Antonio Vivarini (činný 1440–1480). Antoniovým benátským spolupracovníkem byl jeho německý švagr Hans, zvaný Giovanni d´Alemagna (1411?–1450). Po Alemagnově smrti dílnu Vivariniů převzal Antoniův bratr Bartolomeo (1445?–1499?). V Bartolomeových obrazech nabyla na významu plasticita postav dokládající vliv Andrey Mantegni (1431–1506). Ten se v roce 1453 stal zetěm Jacopa Belliniho a v Benátkách zůstal až do svého odchodu do Mantovy v roce 1458.

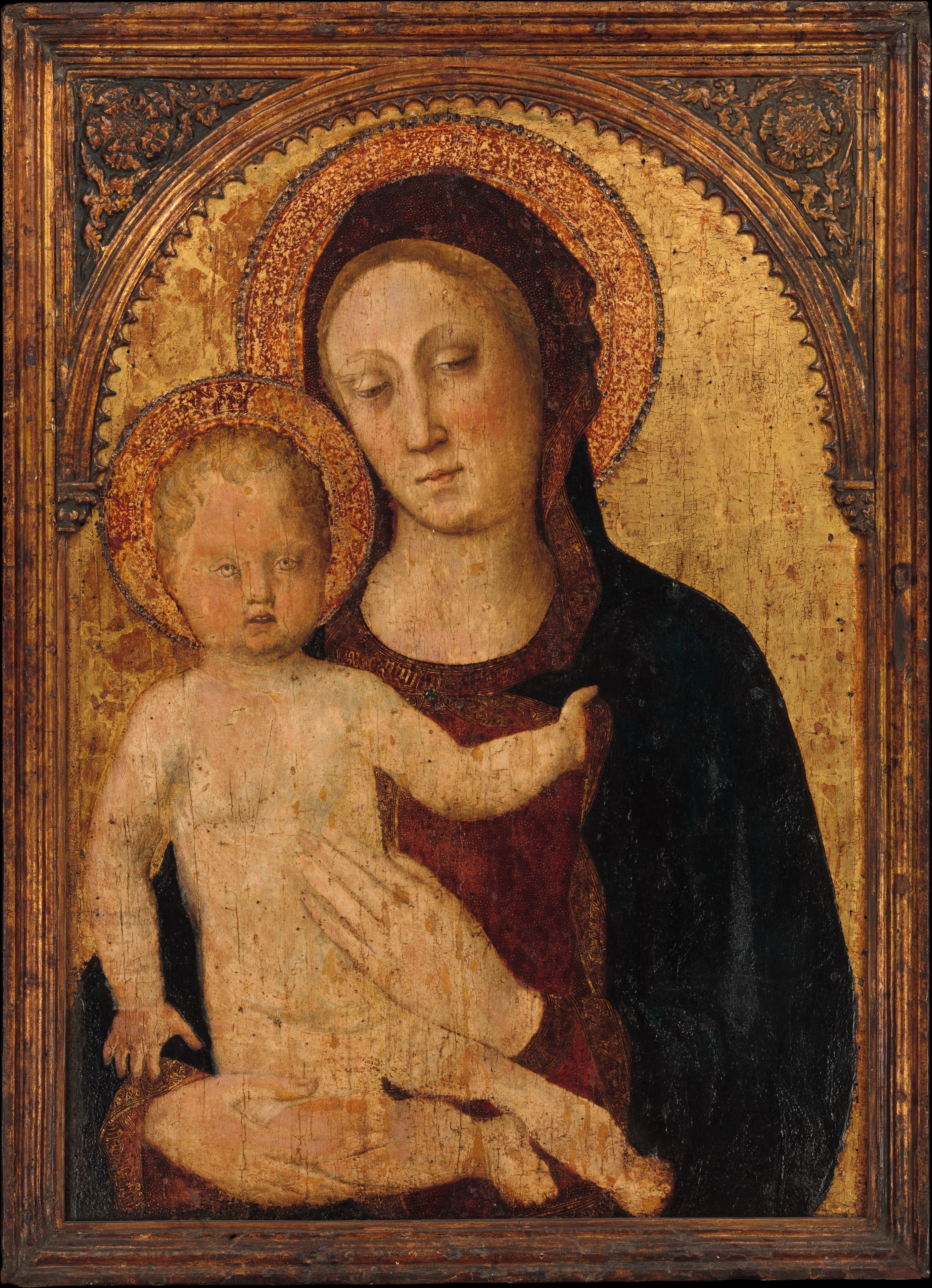
Madona s dítětem (Jacopo Bellini, 40. léta 15. století; Metropolitní muzeum umění, New York, USA)

Poslední člen tzv. muránské malířské školy Vivariniů byl Antoniův syn Alvise Vivarini (1445?–1503/5). Alvise se učil u Sicilana Antonelly da Messina (1430?–1479) v době jeho pobytu v Benátkách (1475). Později ho ovlivnil Giovanni Bellini (1430–1516). Antonello da Messina nepřímo ovlivnil také tvorbu dalších benátských malířů, včetně malby Cimy da Conegliano (1460?–1517), který byl činný v Benátkách mezi roky 1486 a 1517, a obrazů Marca Basaitiho (1470–1530?), jenž byl posledním významným malířem vyučeným v dílně Alvise Vivariniho. Obrazy uvedených umělců uzavírají muránskou malířskou tvorbu v období rané renesance.
Hlavními představiteli rané renesance v Benátkách se následně stala rodina Belliniů. Jacopo Bellini (1400?–1470/71) byl ve 2. a 3. čtvrtině 15. století vůdčí osobností benátské malířské školy. Byl žákem Gentile da Fabriana, se kterým spolupracoval ve Florencii. Jeho tvorba představovala počátek benátské renesanční malby. Od roku 1430 působil v Benátkách, odkud příležitostně vyjížděl do různých severoitalských měst. Mezi jeho nemnoha dochovanými obrazy vynikají obrazy Madon, v nichž dominovala jemná barevnost sloužící k modelaci vyobrazené postavy. Barva tak dávala těmto obrazům novou atmosféru, jež byla zřetelně odlišná od podobných obrazů Carla Crivelliho. V době, kdy se benátské malířství ještě zcela nevymanilo z byzantské tradice, Jacopo Bellini přinesl do Benátek vlivy florentské, ale i umbrijské a padovské malířské školy.

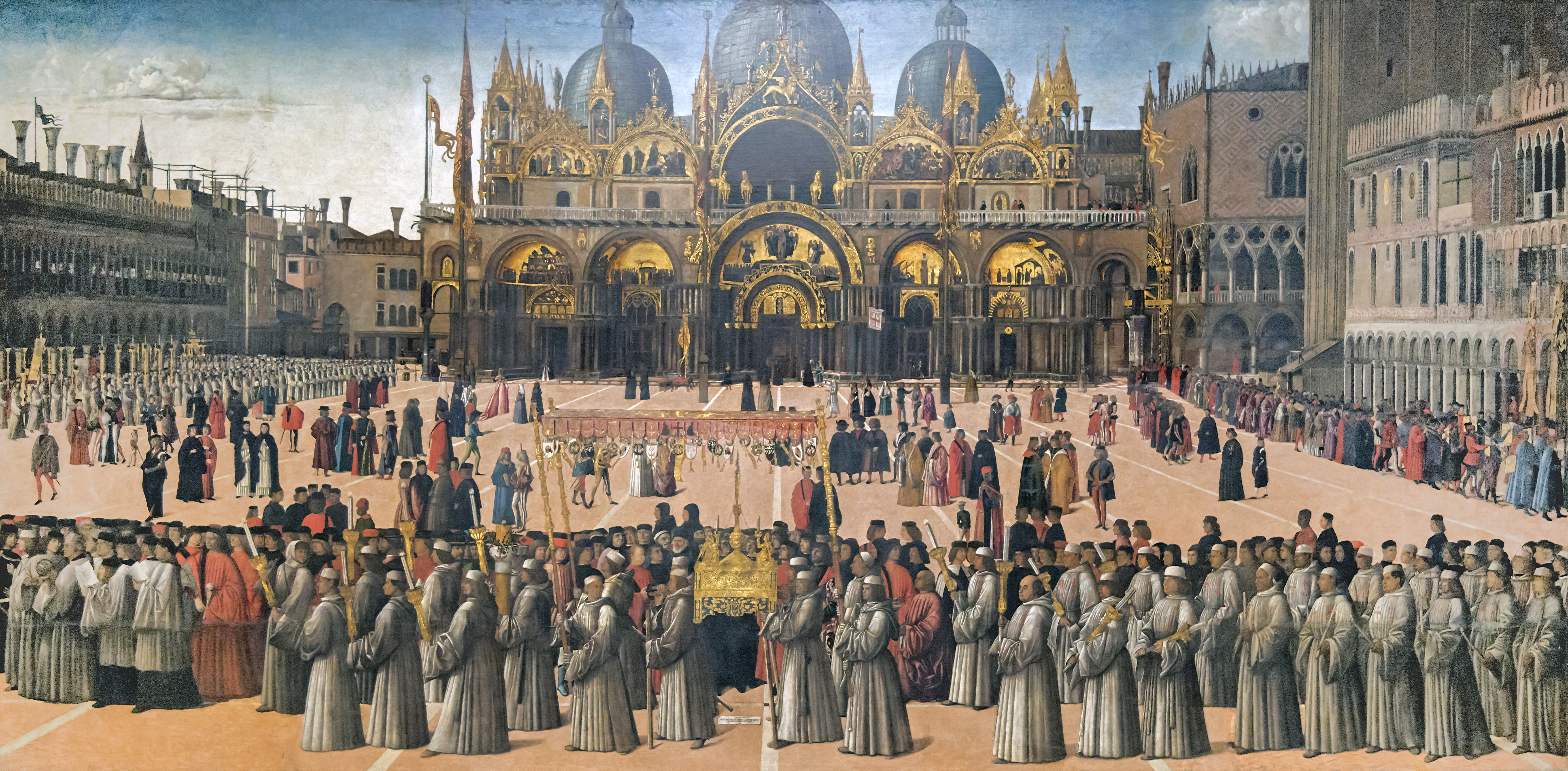
Procesí Božího těla s relikvií svatého kříže na Piazza di San Marco (Gentile Bellini, 1496; Gallerie dell´Accademia, Benátky, Itálie)

Jacopovi synové, Gentile (1429–1507) a Giovanni (1430–1516), kteří se vyučili v otcově dílně, položili základ dvěma směrům benátské malby 2. poloviny 15. století. Gentile, který po otcově smrti převzal vedení dílny, se zaměřil na popisné líčení slavnostních shromáždění, zatímco Giovanni se snažil vnést do svých obrazů lyričnost a realistickou podobu každodenního života. V počátcích Gentileho tvorby byl patrný vliv Andrey Mantegni, který se v roce 1453 oženil s Gentileho sestrou Nicolosií. Gentile vytvořil svá hlavní díla v poslední čtvrtině 15. století pro pomocná benátská bratrstva sdružená především ve Scuola di San Giovanni Evangelista a Scuola Grande di San Marco. Na obraze určeném pro školu sv. Jana Evangelisty Gentile namaloval plátno s procesím na náměstí sv. Marka. Obraz se stal prvním topograficky přesným vyobrazením benátské Piazza di San Marco. V podobném, ale živějším stylu, namaloval pro benátská bratrstva čtyři cykly obrazů také Benátčan Vittore Carpaccio (1455/65–1526). Carpaccio byl typickým malířem quattrocenta, v jehož obrazech a freskách se spojovala výrazová bohatost s jemným dekorativním popisem.

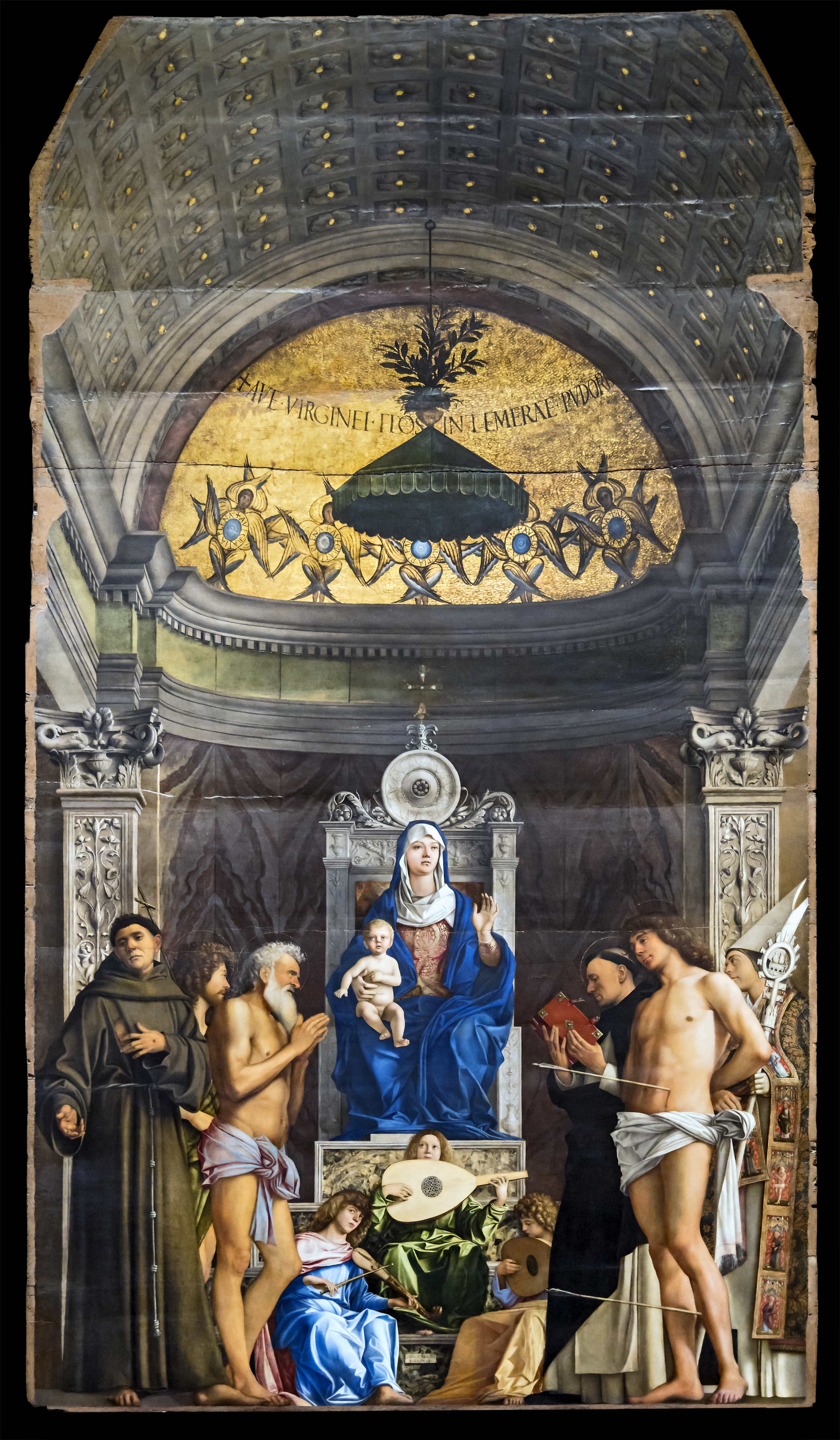
Svatá konverzace jako součást Pala di San Giobbe (Giovanni Bellini, 1487; Gallerie dell´Accademia, Benátky, Itálie)

Nejvýznamnějším malířem benátského quattrocenta však byl Giovanni Bellini, který byl v únoru 1483 jmenován oficiálním malířem Benátské republiky (pittore del domino). Byl jedním z prvních umělců, kteří spojovali vyobrazení Madony s dítětem a světci do jediného prostoru tvořícího tzv. Sacra Conversazione. Tím se stala malba polyptychů minulostí. Ještě v posledních letech života realizoval podněty svých žáků, Giorgiona a Tiziana, které využil ve svém mytologickém obraze Hostina bohů (1514/16) určeném pro studovnu Alfonse I. z Ferrary. Obraz byl podnětem k pozdějšímu Tizianovu obrazu Bakchus a Ariadna (1523). Giovanni Bellini se na počátku 16. století pokusil i o vyjádření smyslové krásy. V tom na něho později navázali jeho četní žáci, počínaje Giorgionem (1477/78–1510) a konče Lorenzem Lottem (1480/82–1556) a Sebastianem Lucianim, zv. del Piombo (1585?–1547). Z Belliniho dílny tak vyšli největší mistři benátské vrcholné renesance. Byl jím především Giorgione, jehož malba představovala přechod od rané renesanci k jejímu vrcholu. V té době návrat k antice představoval tvorbu, kdy krása Madon byla doplněna o krásu ženského aktu. Dokladem toho je slavná Giorgionova Spící Venuše (1510), dílo, které následovalo po jeho obraze Madona z Castelfranca (1504/05). Obraz Spící Venuše je dnes považován za ideál ženské krásy přesahující období vrcholné renesance.

## Vrcholná renesance (16. století)
Giorgione obraz Spící Venuše nedokončil, ale o několik let později ho domaloval Tizian. Navíc námět ženského aktu Tizian použil v obraze Venuše urbinská (asi 1538), kdy postavu Giorgionovy Venuše přenesl z původně krajinného prostředí do luxusního palácového pokoje. Venuši na Tizianově obraze představovala benátská dáma, jejíž nahota kontrastuje s vyobrazením dvou oblečených žen na pozadí, které hledají šaty ve vzácné truhle. Obraz si u Tiziana objednal urbinský vévoda Giudobaldo della Rovere.

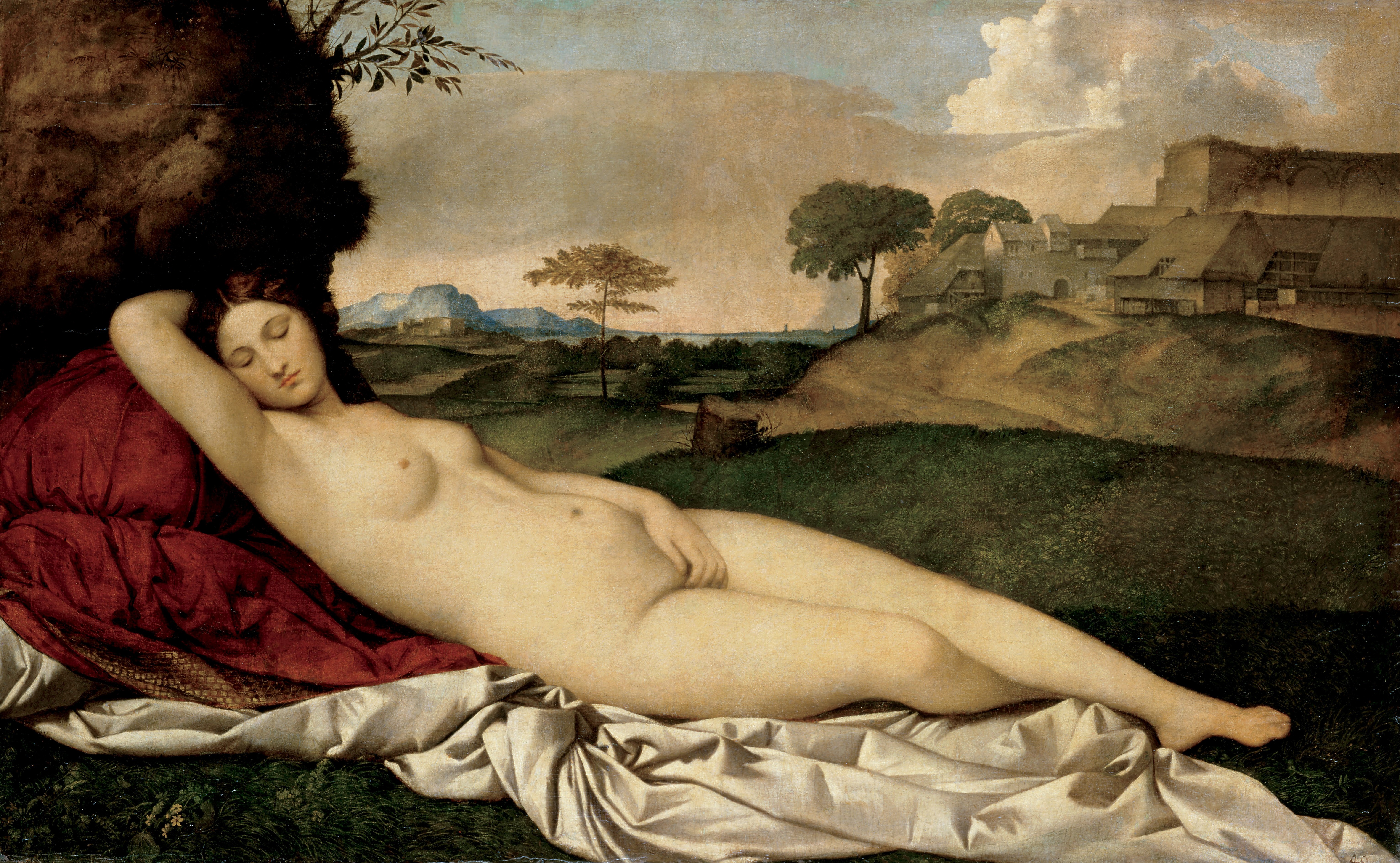
Spící Venuše (Giorgione, kolem 1510; Gemäldegalerie, Drážďany, Německo)

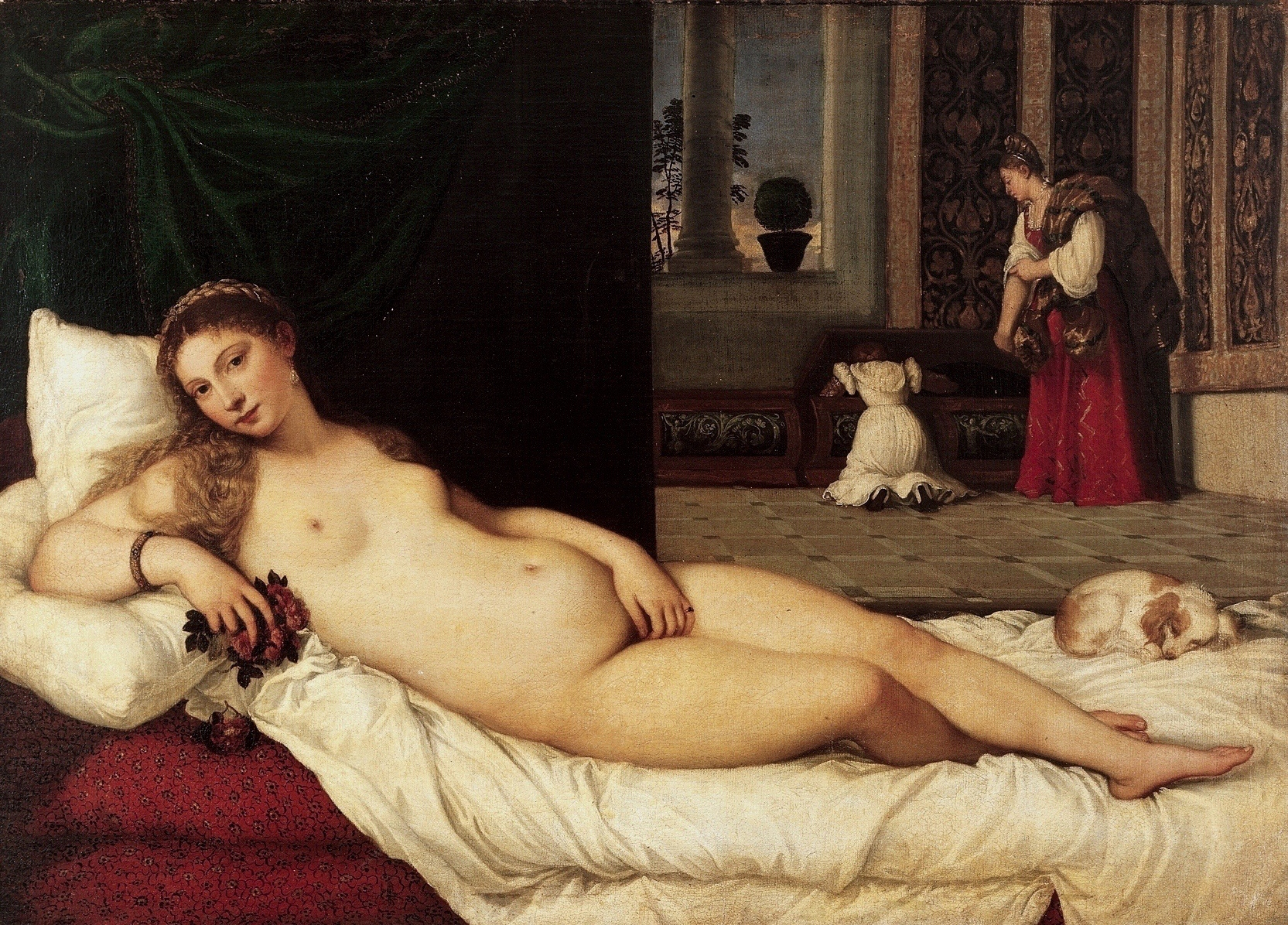
Venuše urbinská (Tizian, 1538; Galleria degli Uffizi, Florencie, Itálie)

Tizian dále rozvíjel Belliniho kolorismus, když své obrazy začal malovat na tmavém podkladu, aby poté byla nanesena bílá či šedá barva tvarující postavy a nakonec byly použity průsvitné barevné lazury. Tento způsob malby, který umožňoval dosáhnout výrazné plasticity, později převzalo barokní malířství. Od roku 1516, kdy se po smrti Giovanni Belliniho Tizian stal oficiálním malířem Benátské republiky, jeho dílna začala být zahrnována většinou zakázek pocházejících od benátských objednavatelů. To přinutilo některé přední benátské malíře, mezi nimi i Lorenza Lotta (1480/82–1550) a Pordenoneho (1483/84–1539), aby přijímaly zakázky také z oblastí mimo Benátky anebo, jak tomu bylo v případě Sebastiana del Piombo (1485?–1547) či Parise Bordoneho (1500–1571), hledali uplatnění mimo Itálii.

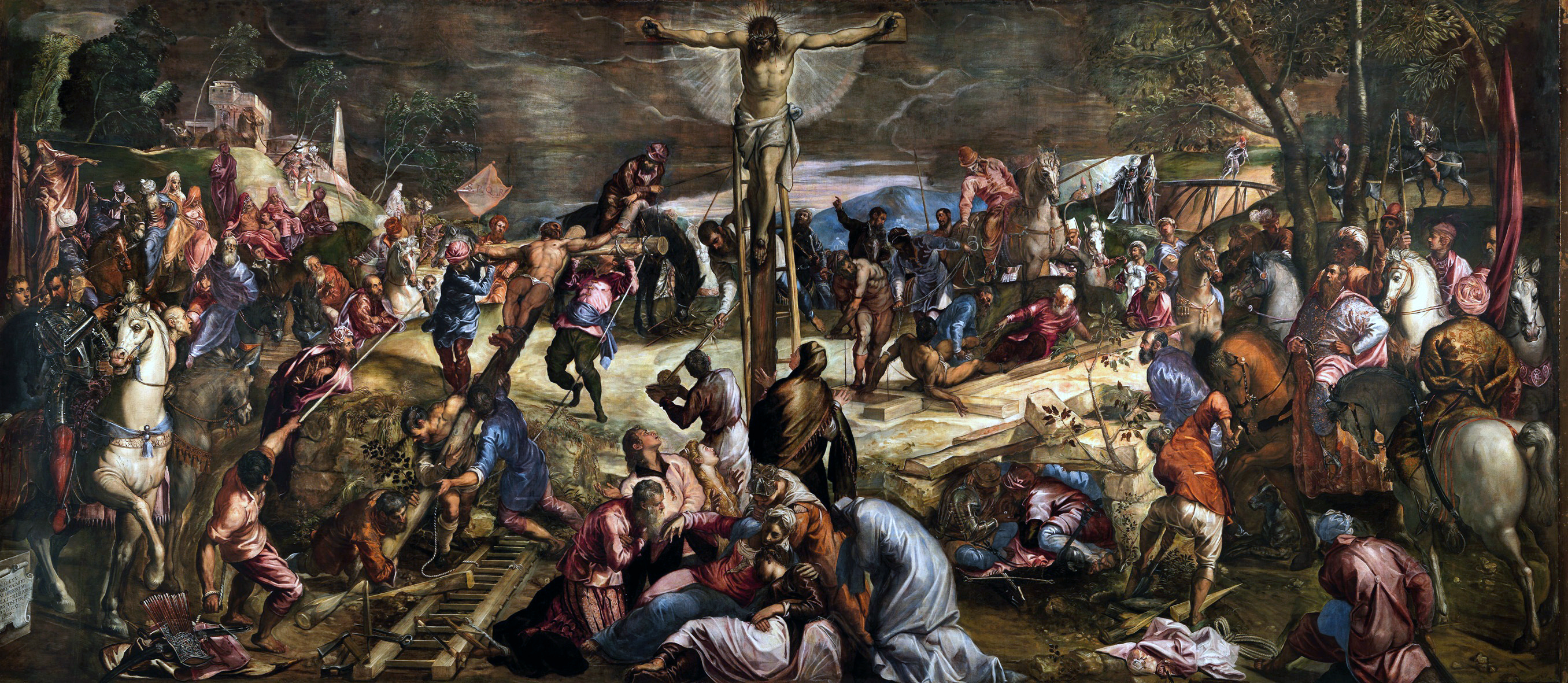
Ukřižování Ježíše Krista (Jacopo Tintoretto, 1565; Scuola Grande di San Rocco, Benátky, Itálie)

Slavné benátské cinquecento vyvrcholilo v tvorbě dvou benátských velikánů, Jacopa Tintoretta a Paola Veroneseho. Jacopo Robusti, zvaný Tintoretto (1518/19–1594), se jako malíř prosadil díky obrazům určeným pro laická bratrstva, především pro Scuola Grande di San Marco a pro Scuola Grande di San Rocco. Pro Sala dell´Albergo v benátské Škole sv. Rocha namaloval plátno s výjevem Ukřižování Ježíše Krista (1565/67) mající mimořádné rozměry (5,18×12,24 m), takže překrývalo celou čelní stěnu tohoto sálu. Tento obraz, stejně jako obrazy pozdějšího data, dokládaly malířův příklon k manýristickému spiritualismu a náboženskému mysticismu.

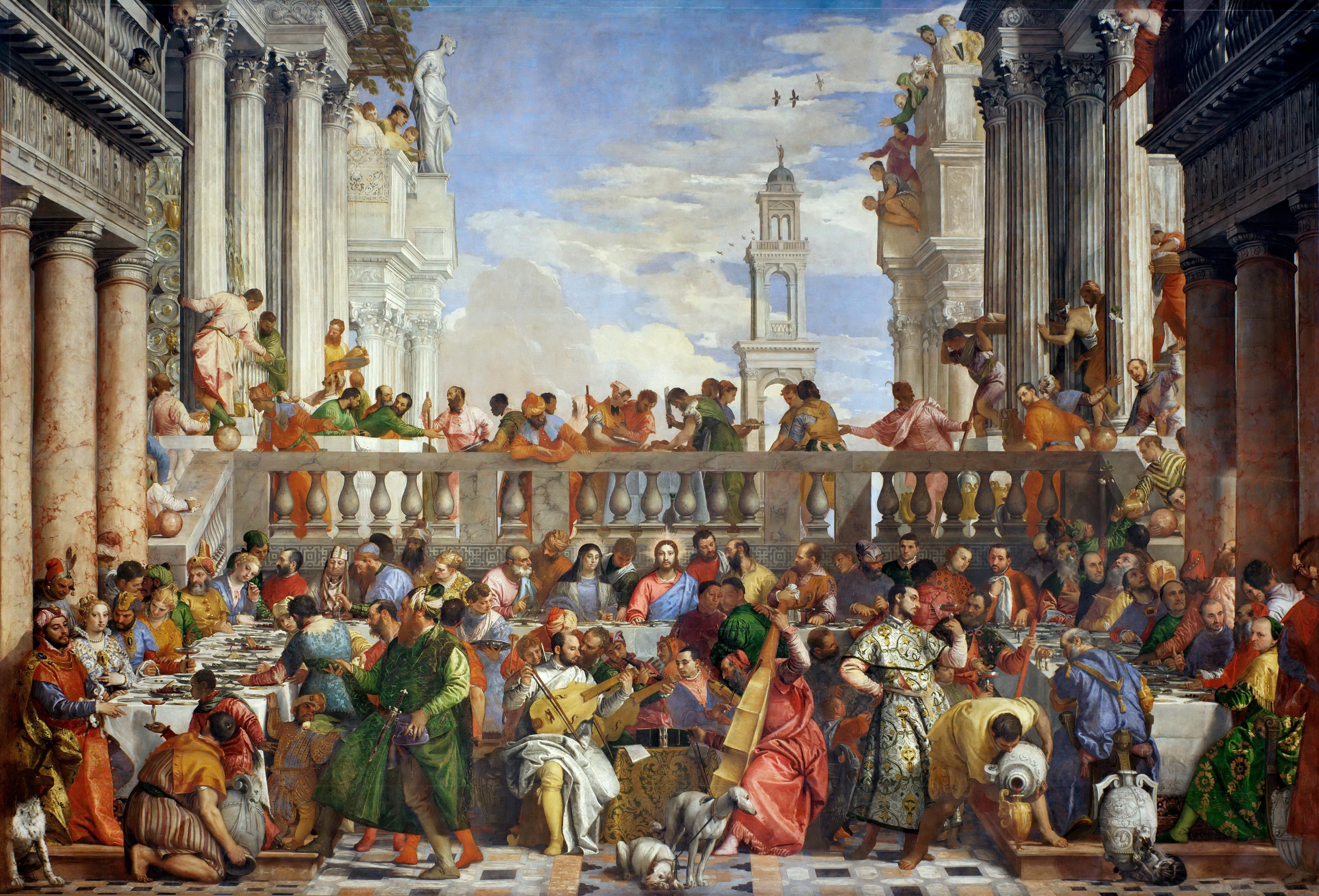
Svatba v Káni galilejské (Paolo Veronese, 1562/63; plátno s vyobrazením významných osobností 16. století; Louvre, Paříž, Francie)

Paolo Veronese (1528–1588), původem Veroňan, se stal oblíbeným malířem Benátčanů, a proto se v roce 1553 přestěhoval do Benátek natrvalo. Ač v podobném obraze Ukřižování, jaký namaloval Tintoretto, i on prokázal manýristické sklony, přičemž jeho fresky a obrazy se vyznačovaly nápadnou světlostí barev. Dokládá to několik rozměrných pláten s vyobrazením evangelijních hostin. Nejznámějším z nich je Svatba v Káni galilejské, určená pro refektář benátského kláštera San Giorgio Maggiore (1562/3; dnes v pařížském Louvre). V levé části obrazu malíř vyobrazil nejen významné evropské osobnosti 16. století, ale uprostřed obrazu zpodobnil i trojici nejvýznamnějších benátských malířů té doby – Tintoretta, kterého posadil doprostřed skupiny, Tiziana zobrazil, jak hraje na basu, a sebe samotného oblékl do bílého oděvu.

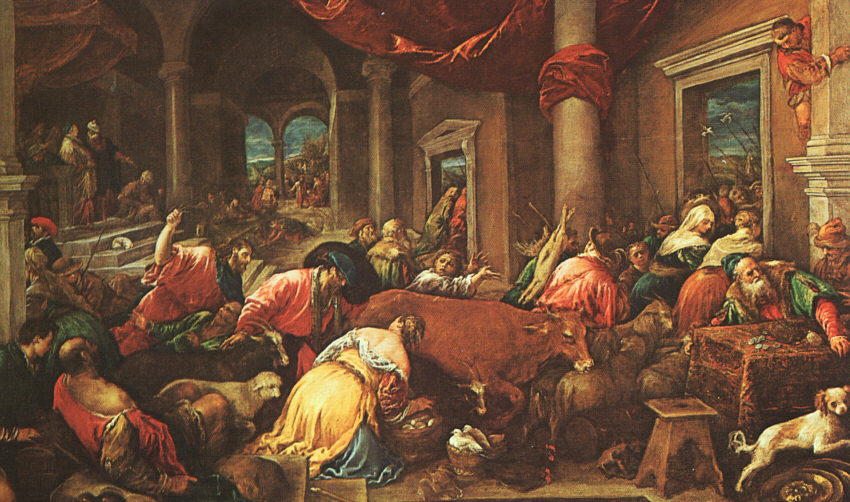
Vyhnání penězoměnců z chrámu (Jacopo da Ponte, kolem 1580; dnes Národní galerie v Londýně, V. Británie)

Významnými představiteli manýristické malby v Benátkách byla rovněž rodina Bassanů pocházející z Bassano del Grappa. Jejím nejvýznamnějším představitelem byl Jacopo (Giacomo) da Ponte, zvaný Jacopo Bassano (1510/18–1592). Vyučil se v dílně svého otce Francesca, aby v roce 1525 odešel do Benátek, kde si zřídil ateliér „u mostu“ , a proto byl zván „da Ponte“. Ve svých obrazech experimentoval nejen s kombinacemi barev, ale i s perspektivou. Po smrti svého otce Francesca Bassana staršího (1475–1539) se opět vrátil do městečka Bassano del Grappa, kde působil až do své smrti. V jeho realisticky pojatých obrazech převažovaly postavy vesničanů, které často umísťoval do potemnělé krajiny. Svou tvorbou Jacopo Bassano uzavřel etapu vrcholné renesance, přičemž jeho pozdější práce již reprezentovaly přechod k manýrismus. Čtyři ze sedmi Jacopových synů se vyučili v rodinné dílně, kterou Leandro Bassano (1557–1622) vedl v otcově manýristické tradici až do své smrti.

## Manýrismus a baroko (17. století)

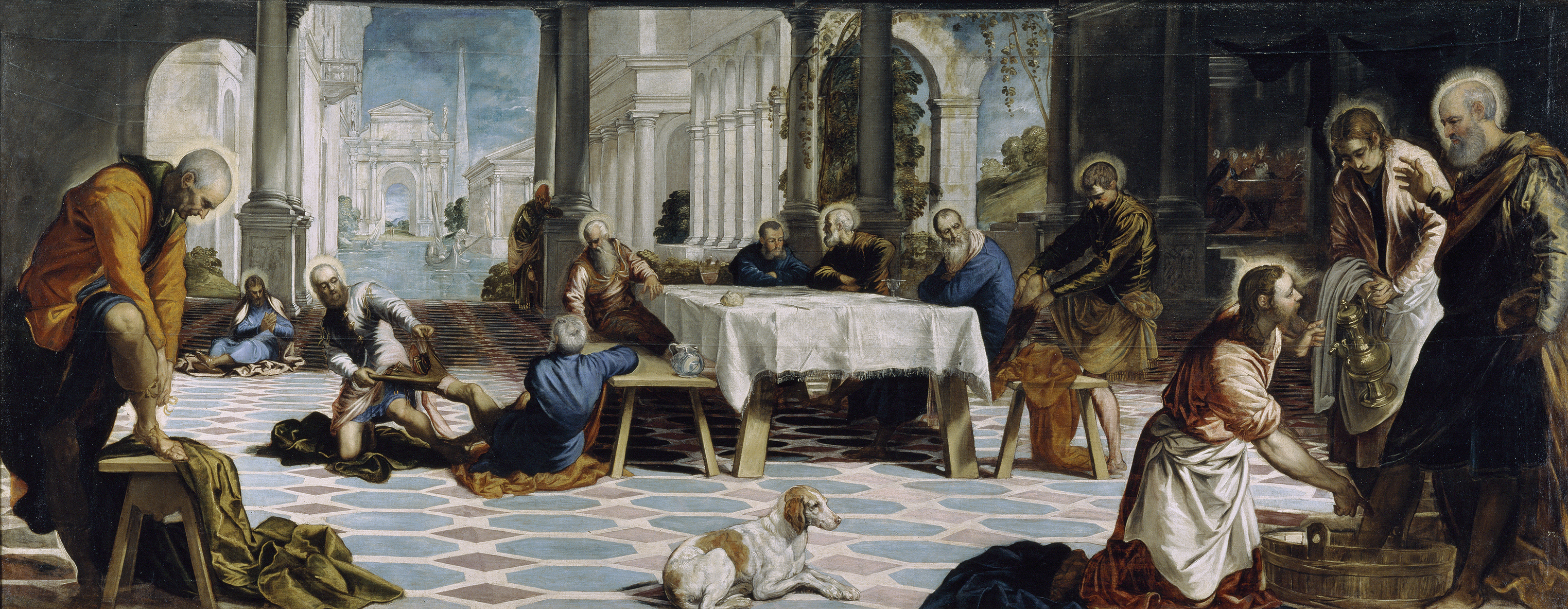
Mytí nohou (Domenico Tintoretto, 1548/49; Museo del Prado, Madrid, Španělsko)

Podobně jako Bassanové, také Jacopo Tintoretto měl následovníky ve své rodině. Byla to nejen jeho oblíbená dcera Marietta Robusti (1553/60–1590), ale i Marco Robusti (1561–1637), a především Domenico Robusti, po otci zvaný Tintoretto (1560–1635). Všichni pokračovali v otcově vrcholně renesanční a pozdně manýristické tradici malbou obrazů s historickou tematikou, ale vynikali i jako portrétisté. Posledním z významných benátských malířů, kteří v Benátkách tvořili během první čtvrtiny 17. století, byl Palma il Giovane, vlastním jménem Jacopo Negretti (1544/48–1628), který byl prasynovcem malíře Palmy il Vecchio (1480/89–1528).

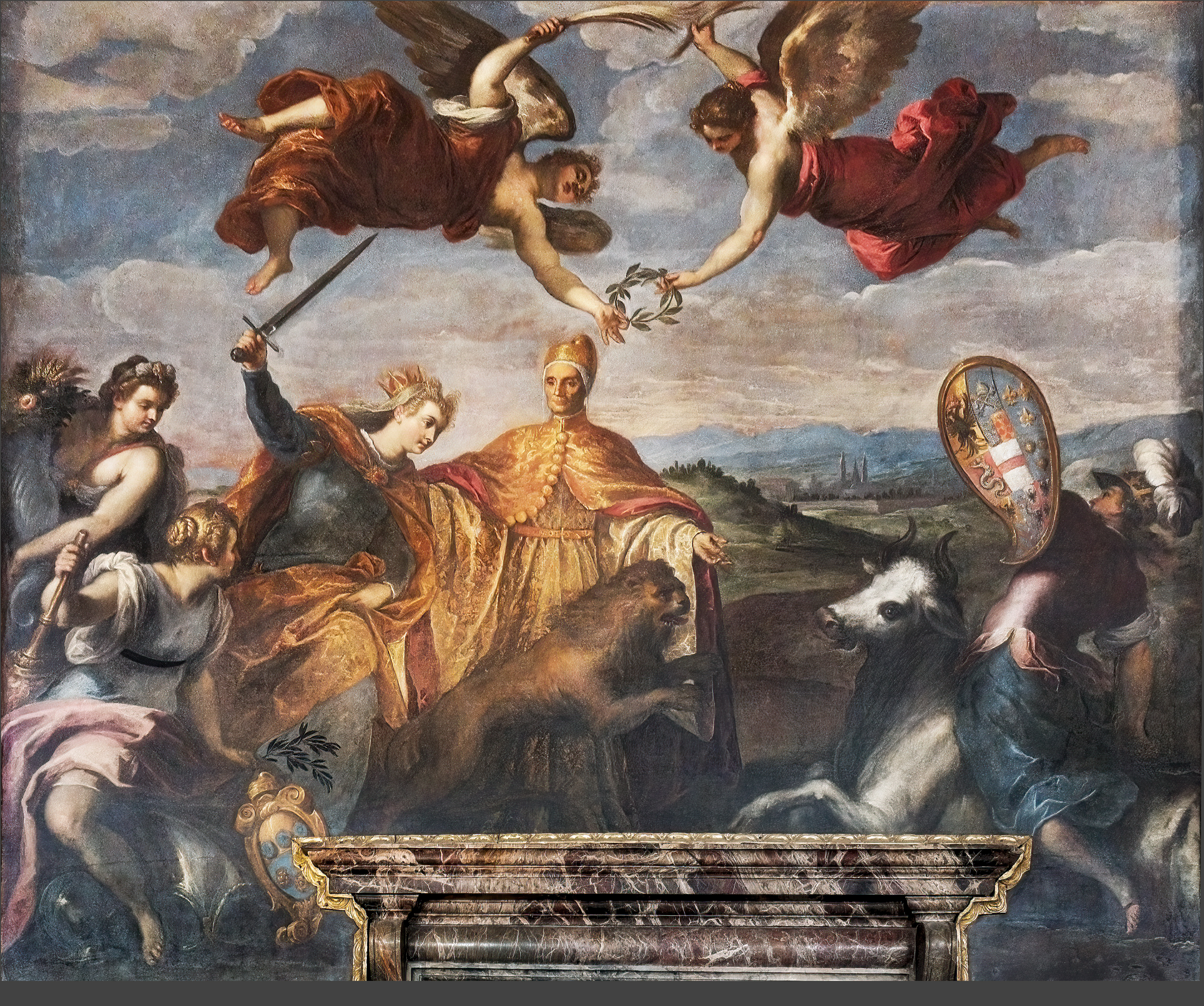
Alegorie vítězství Benátek nad Cambrijskou ligou (Palma il Giovane, 1590/96; Sál senátu, Dóžecí palác, Benátky, Itálie)

Jacopova tvorba vykazovala obdiv k předchůdcům, ale i k jeho současníkům. Poučení hledal především v Tizianových obrazech. Malba Palmy il Giovane svým charakterem odpovídala vrcholné renesanci, ale po pobytu v Římě se stala tvorbou reprezentující benátský manýrismus.
Další vývoj benátského malířství 2. čtvrtiny 17. století přerušila morová epidemie, která od října 1630 do listopadu 1631, jen v Benátkách způsobila, že ve dvousettisícovém městě zemřelo téměř 47 000 obyvatel a na celém území Benátské republiky dokonce 600 000. V porovnání s epidemií černé smrti, která postihla Benátky v letech 1575 až 1577, epidemie v letech 1630/31 způsobila řadu úmrtí i mezi malíři. Dokladem hrůz, které prožívaly oběti moru, může být bozzetto sloužící jako skica pro rozměrné plátno namalované Antoniem Zanchim (1631–1722) pro schodiště ve Scuola Grande di San Rocco.

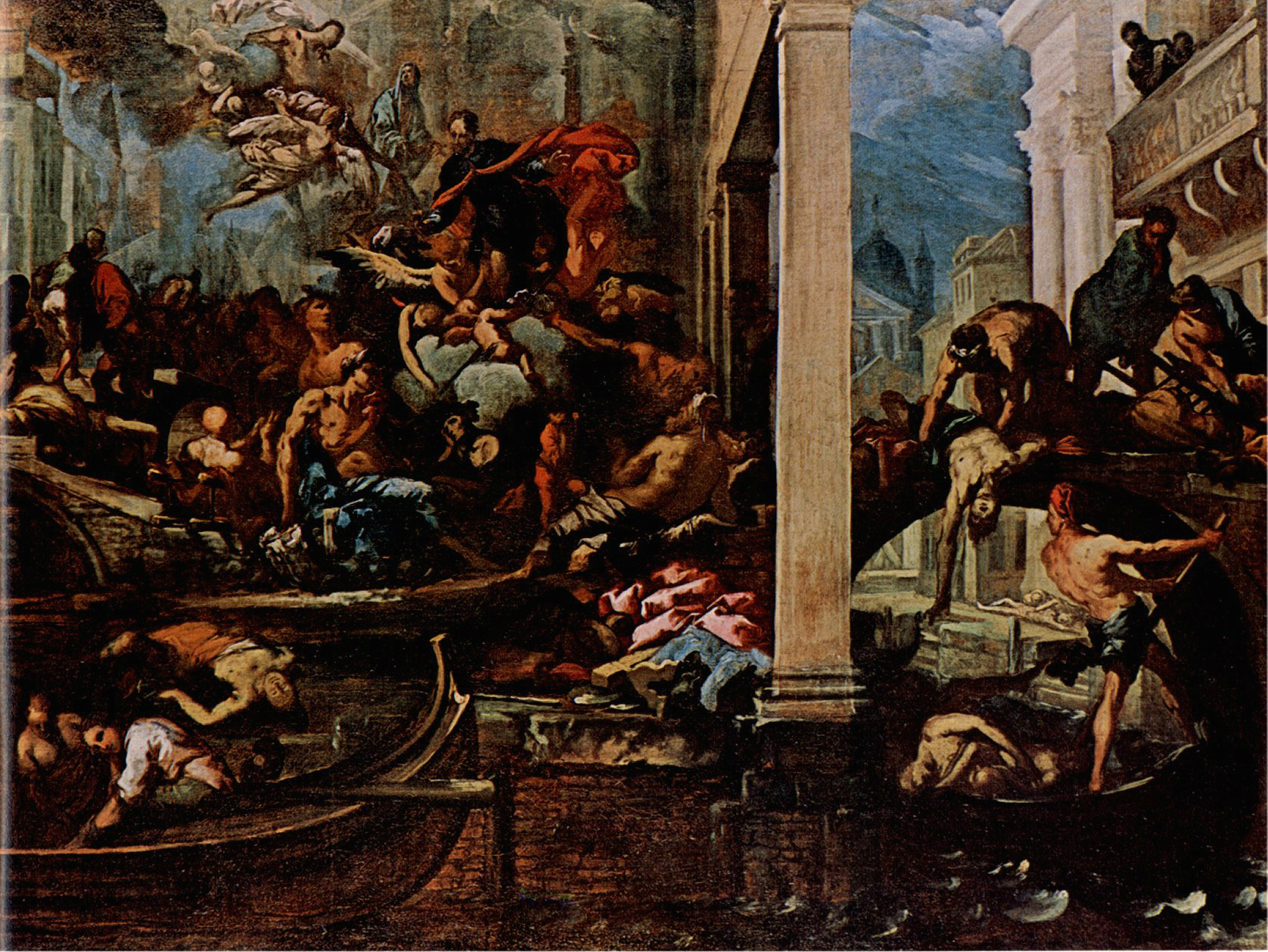
Panna Maria se zjevuje obětem moru v Benátkách (Antonio Zanchi, bozzetto, 1666; Uměleckohistorické muzeum, Vídeň, Rakousko)

Následující období bylo provázeno, ani ne tak poklesem počtu obrazů, jako poklesem jejich kvality. Ubylo talentovaných malířů a mezi zbylými začali převažovat umělci, kteří svým původem nepocházeli z Benátek. Přesto benátská malba 17. století směřovala k baroku. Významnými reprezentanty benátské barokní malby byli Domenico Fetti (1589?–1629), Bernardo Strozzi (1581–1644) a Johann Liss (1595?–1629/30). K nim lze přiřadit i Florenťana Sebastiana Mazzoniho (1611–1678/85), jehož obrazy se vyznačovaly originalitou, ovlivněnou tvorbou Bernarda Strozziho. Žákem Sebastiana Mazzoniho byl Sebastiano Ricci (1650–1734), který po morem způsobeném hospodářském úpadku Benátek dovedl benátskou barokní malbu k jejímu vrcholu. Podařilo se mu zprostředkovat světelnost a barevnost malby Paola Veroneseho pro malíře vrcholného baroka, především pak pro Giovanni Battistu Tiepola (1696–1770). Současně se podílel na transformaci barokní malby v malbu rokokovou, s jejímiž prvky se seznámil na svých cestách po Evropě. Byl strýcem Marca Ricciho (1676–1730), se kterým podnikl cestu do Anglie. Marco mu pomáhal hlavně v malbě krajinných motivů.

## Rokoko (18. století)

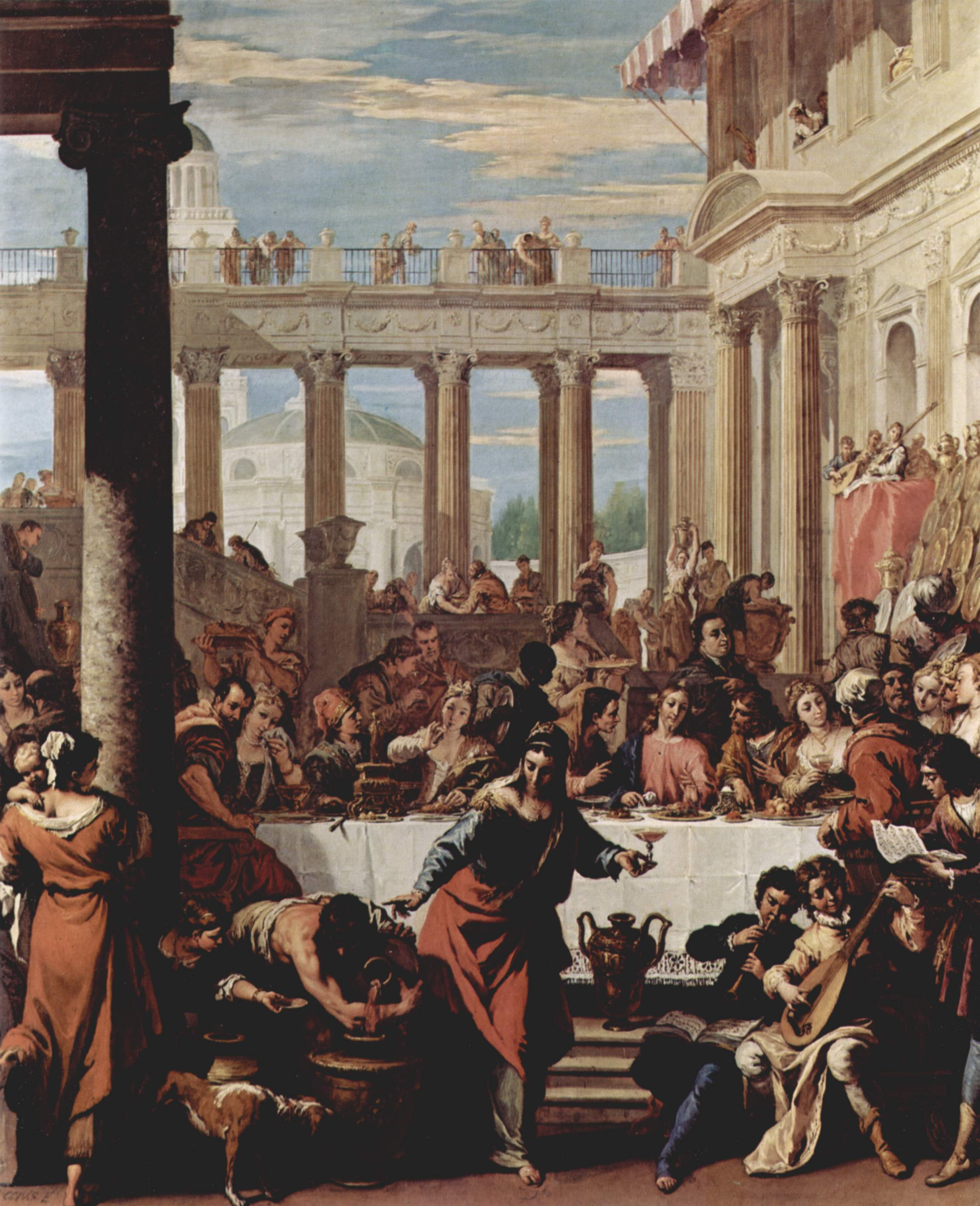
Svatba v Káni galilejské (S. Ricci, 1712/16; Nelson-Atkins Museum of Art, Kansas City, Missouri, USA)

Na počátku 18. století v benátské malbě nastupuje rokajový, na slavnostech lásky založený styl, kterému dnes říkáme rokoko. Rokokové malířství bylo reakcí na přebujelou reprezentativnost baroka. Rokoková francouzská kresba rychle našla oblibu především ve Španělsku a Německu, kde se s novým stylem malby seznámili benátští malíři pracující v těchto zemích nebo malíři přicházející z těchto zemí pracovat do Benátek. Toto malířské novátorství nacházíme především v malbě Sebastiana Ricciho (1659–1734) a Giovanni Battisty Piazzetty (1682–1754). Sebastiano Ricci se v roce 1700 usadil v Benátkách, odkud odjížděl do Vídně, Bergama a Florencie. Jeho pozdější díla namalovaná v Londýně a Paříži se vyznačovala nápadným pohybovým napětím, jak to dokládá obraz Svatba v Káni galilejské a jeho srovnání s obdobným obrazem Paola Veroneseho. Ač Ricciho obraz vykazoval malířovu technickou zručnost, jeho výrazná barevnost nevytvářela jednotný obrazový dojem. Tím se jeho malba lišila od díla Giovanni Antonia Pellegriniho (1675–1741), jehož obrazy se vyznačovaly barevnou měkkostí. Zatímco Ricci i Pellegrini často pobývali mimo Itálii, třetí z trojce malířů pracujících v prvních třech desetiletích 18. století, Giovanni Battista Piazzetta (1682/83–1754), vedl poklidný život v Benátkách. Ve svých dílech obnovil dramatičnost zobrazeného výjevu prostřednictvím gradace světla a stínu, čímž položil základy benátskému temnosvitu zvanému tenebrismus. V této temnosvitné malbě pokračoval i Giambattista Pittoni (1687–1767) patřící k významným představitelům benátského rokoka, jehož důsledným žákem byl Anton Kern (1709–1747), rodák z Děčína.

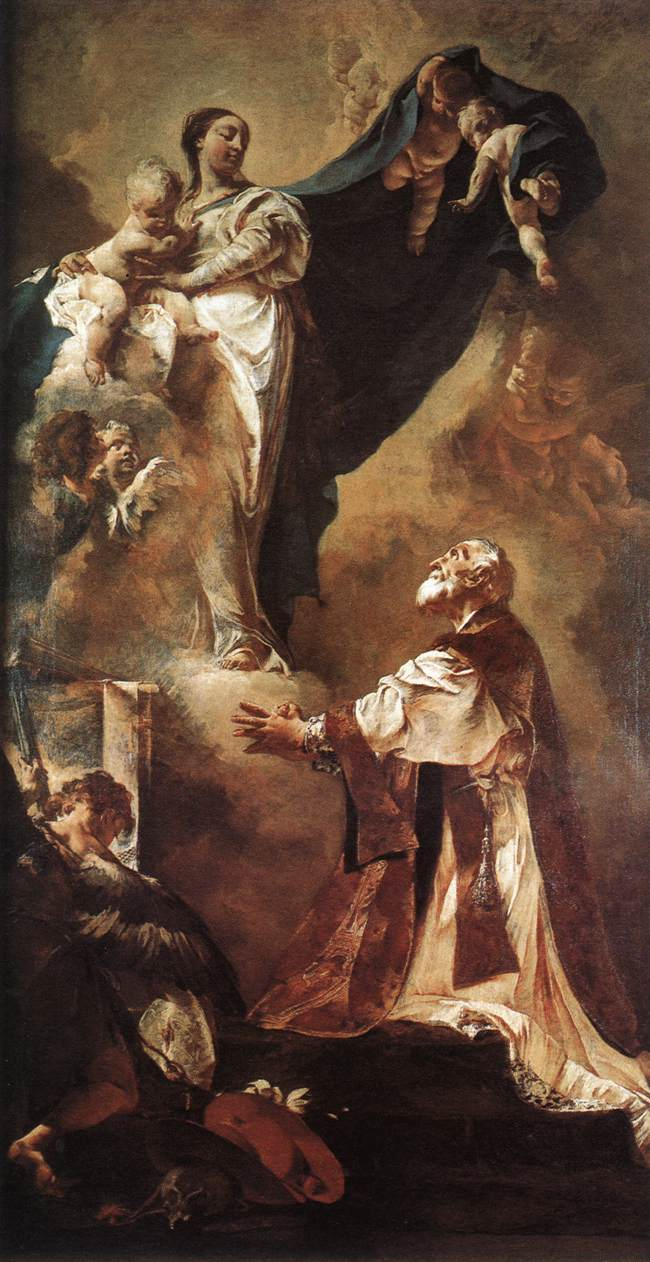
Panna Maria se zjevuje sv. Filipovi Nerimu (Giovanni B. Piazzetta, 1725/27; kostel Santa Maria della Fava, Benátky, Itálie)

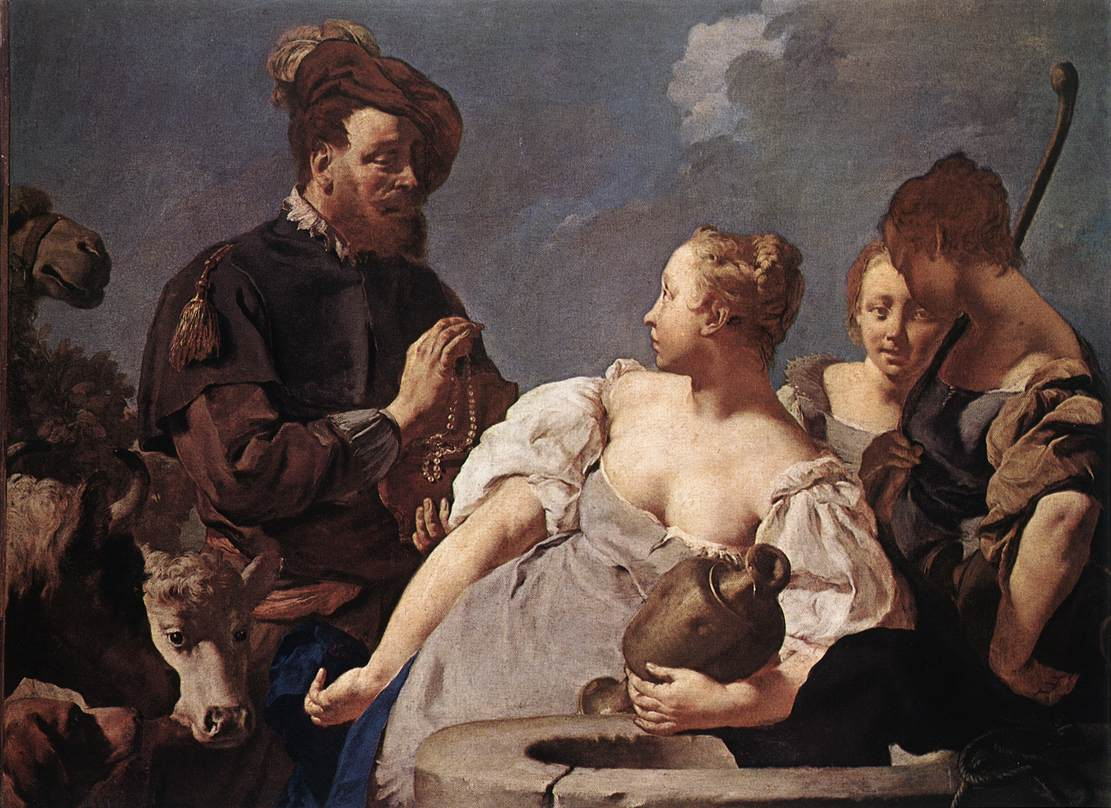
Rebeka a Eleazar u studny (Giovanni B. Piazzetta, 1740; Pinacoteca di Brera, Milán, Itálie)

Příkladem malířovy temnosvitné malby je obraz Panna Maria se zjevuje Filipovi Nerimu, který je plný střídání světlých pásem s temnými skvrnami, typickými pro Piazzettiho cestu k rokoku. Jeho melancholická povaha se projevila v pastorálních obrazech, jejichž příkladem může být obraz Rebeka u studny. Piazzettiho vidění přírody posloužilo Giovanni Battistu Tiepolovi (1696–1770) v jeho malířských počátcích jako vzor. Spolu s Ricciho obrazovou kompozicí a Piazzettiho viděním přírody Tiepolo vytvořil nový styl, dekorativnější a bližší přírodě, který Benátky do té doby nepoznaly.

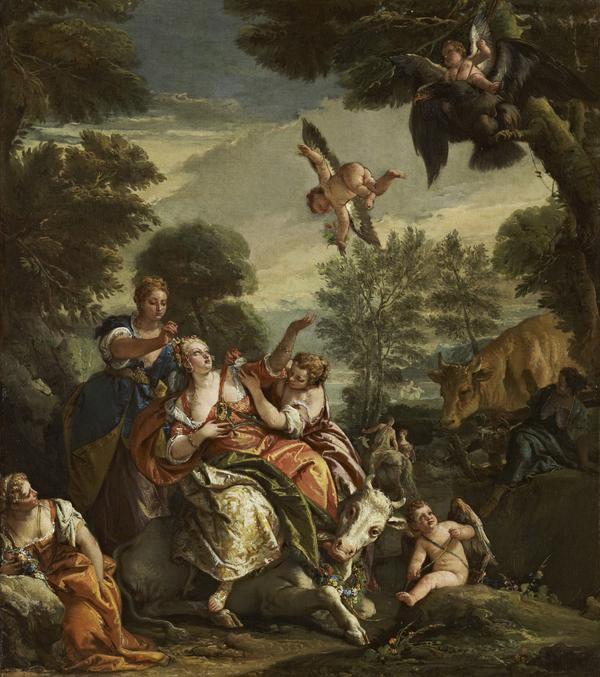
Únos Európy (Giovanni B. Tiepolo, 1743; Skotská národní galerie, Edinburgh, UK)

Dramatičnost zobrazeného výjevu a atmosféru přírody dokládá pozdější Tiepolova verze obrazu Únos Európy, kterou namaloval o dvacet let po původní verzi. První z obou verzí je součástí sbírek benátské Gallerie dell´Accademia. Po řadě fresek namalovaných v první polovině 40. let 18. století Tiepolo namaloval i obrazy pro benátskou Scuola dei Carmine.

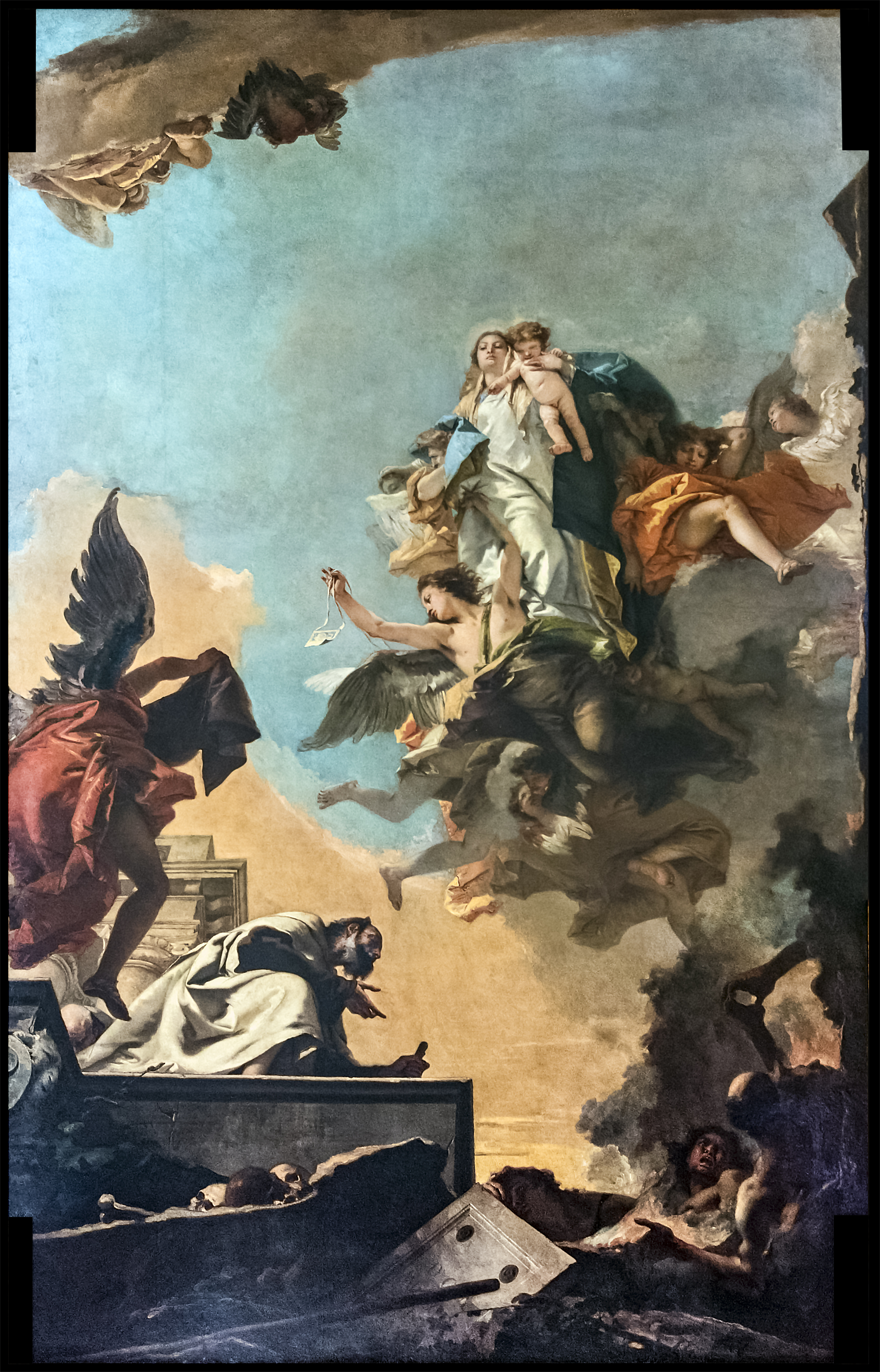
Panna Maria Karmelská předává škapulíř sv. Šimonovi Stockovi (Giovanni B. Tiepolo, 1749; Scuola Grande dei Carmini, Benátky, Itálie)

Nedlouho poté Tiepolo vyzdobil freskami Palazzo Labia dal Canal Grande v Benátkách. Úspěch těchto fresek provázelo pozvání do Španělska. Na jaře roku 1762 Tiepolo odjel do Madridu, kam ho pozval španělský král Karel III. Společně se svým synem Giovanni Domenicem (1727–1804) namalovali v Palacio de Oriente Oslavu španělské monarchie a dvě další fresky. Giovanni Domenico po většinu života pracoval jako otcův asistent a partner. Jako samostatný malíř se Domenico věnoval náboženské malbě, která vycházela z otcova příkladu. Po jeho smrti Domenico opustil Madrid a vrátil se do Benátek, kde pracoval až do své smrti v roce 1804. Benátky měly v Giovannu Battistovi Tiepolovi nejen svého největšího malíře fresek, ale také malíře zachycujícího krásy města. Byli to však především malíři jako Canaletto (1697–1768), Francesco Guardi (1712–1793) a Bernardo Bellotto (1720/22–1780), kteří byli mistry v malbě městských vedut, jejichž sláva se šířila za hranice Benátska. S výjimkou několika Canalettových obrazů zvaných capriccios, maloval až topograficky přesně typická místa Benátek. Většinu těchto obrazů odkoupili zahraniční obchodníci s uměním, pokud během svého pobytu v Anglii malíř nemaloval veduty anglických měst a míst přímo pro anglickou klientelu.

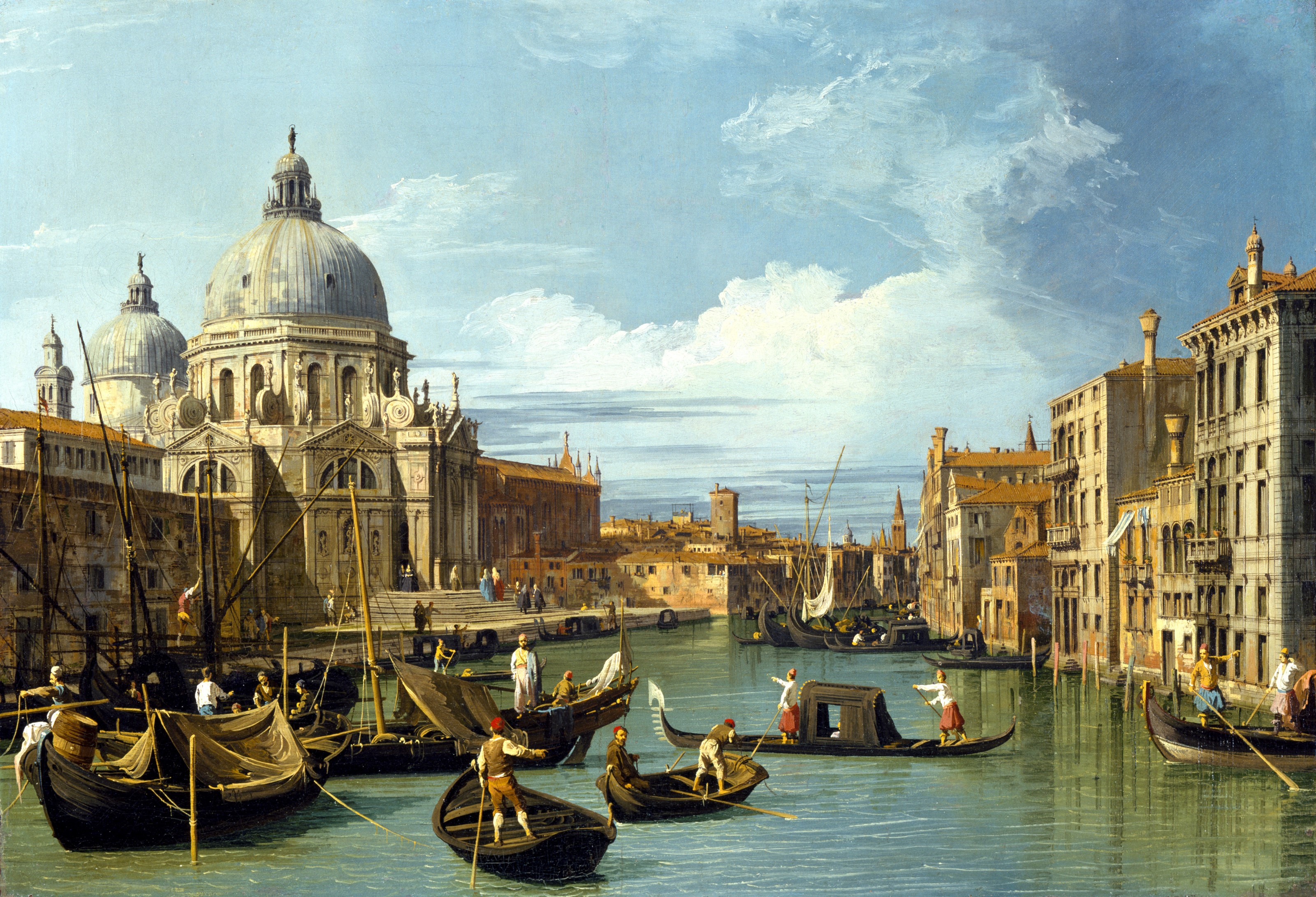
Vstup do benátského Canal Grande (Giovanni A. Canal, zv. Canaletto, asi 1730; Houstonské muzeum krásných umění, Texas, USA)

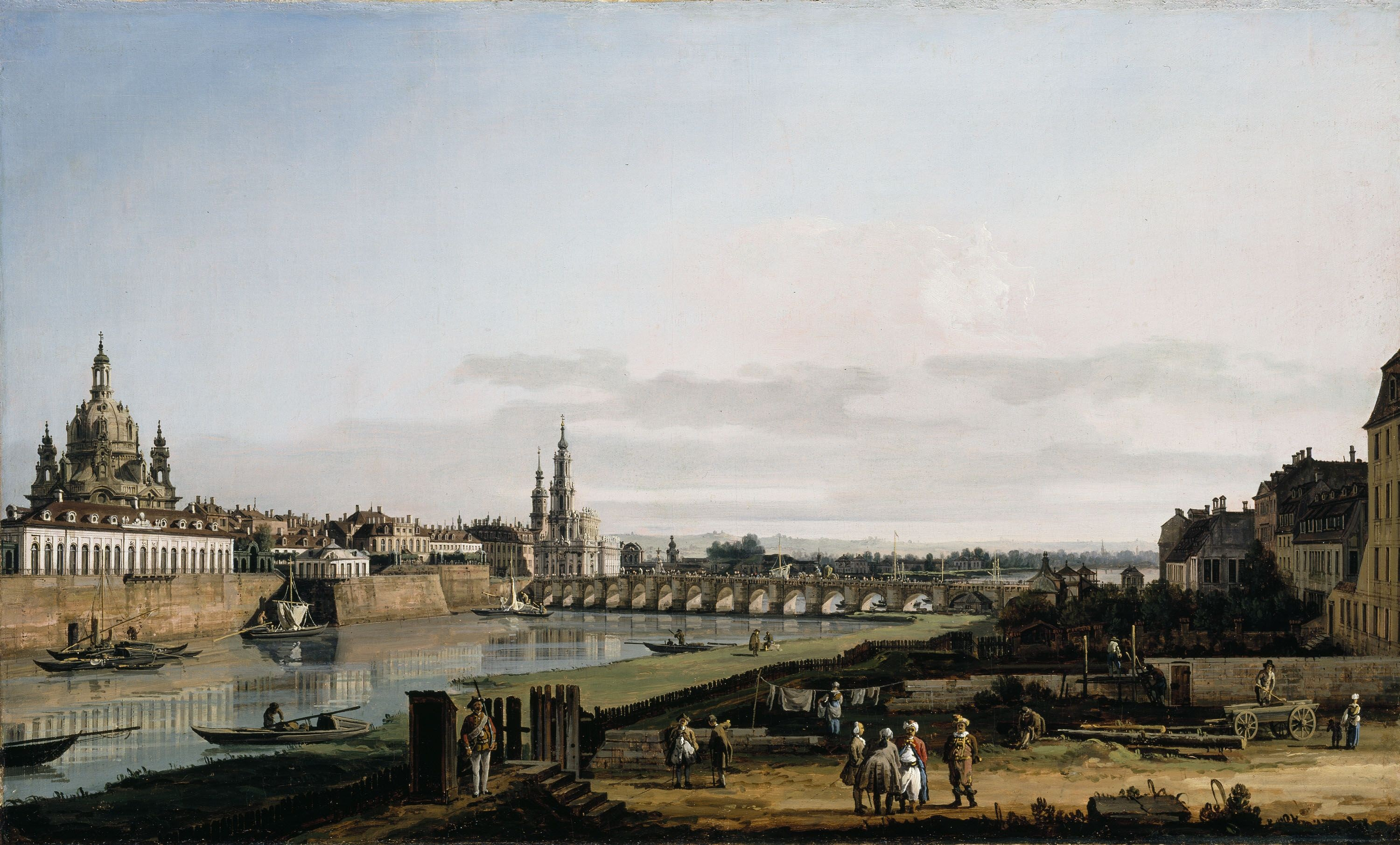
Pohled na Drážďany z pravého břehu Labe (Bernardo Bellotto, zv. Canaletto, asi 1750; Irská národní galerie, Dublin, Irská republika)

V Canalettově dílně se vyškolil Bernardo Bellotto, který se mistrově malbě přiblížil natolik, že bylo obtížné odlišit počátky jeho tvorby od malby jeho strýce. Nepřekvapí proto, že si Bellotto ke své signatuře připojoval i jméno Canaletto. V roce 1746 nakonec Bellotto opustil Benátky a již nikdy se tam nevrátil. Oproti Canalettovým růžovým a světle modrým odstínům oblohy Bellottovy veduty se vyznačovaly oblohou s odstíny hnědavé barvy. K těmto dvěma velkým benátským vedutistům je třeba přiřadit i Francesca Guardiho, který začal malovat veduty Benátek v době, kdy Canaletto pobýval v Anglii. Ty pak po Canalettově smrti v Guardiho tvorbě zcela převážily. Jeho obrazy se vyznačovaly rokokovým pohledem malíře do benátských interiérů, který byl často jeho imaginární představou. Později se jeho malířská technika vyznačovala nanášením barevných skvrn, čímž z obrazů mizely přesné kontury postav i budov. V žánrové malbě vynikl i Pietro Longhi (1701–185), který se stal „vypravěčem“ každodenního života v rodných Benátkách. Jeho syn Alessandro Longhi (1713–1833) byl nejen výborným benátským portrétistou, ale i rytcem a grafikem. Z Benátska pocházel i Giovanni Battista Piranesi (1720–1778), geniální rytec, který ve svých vedutách archeologických památek kombinoval přesné zachycení skutečnosti s vlastní fantazií.

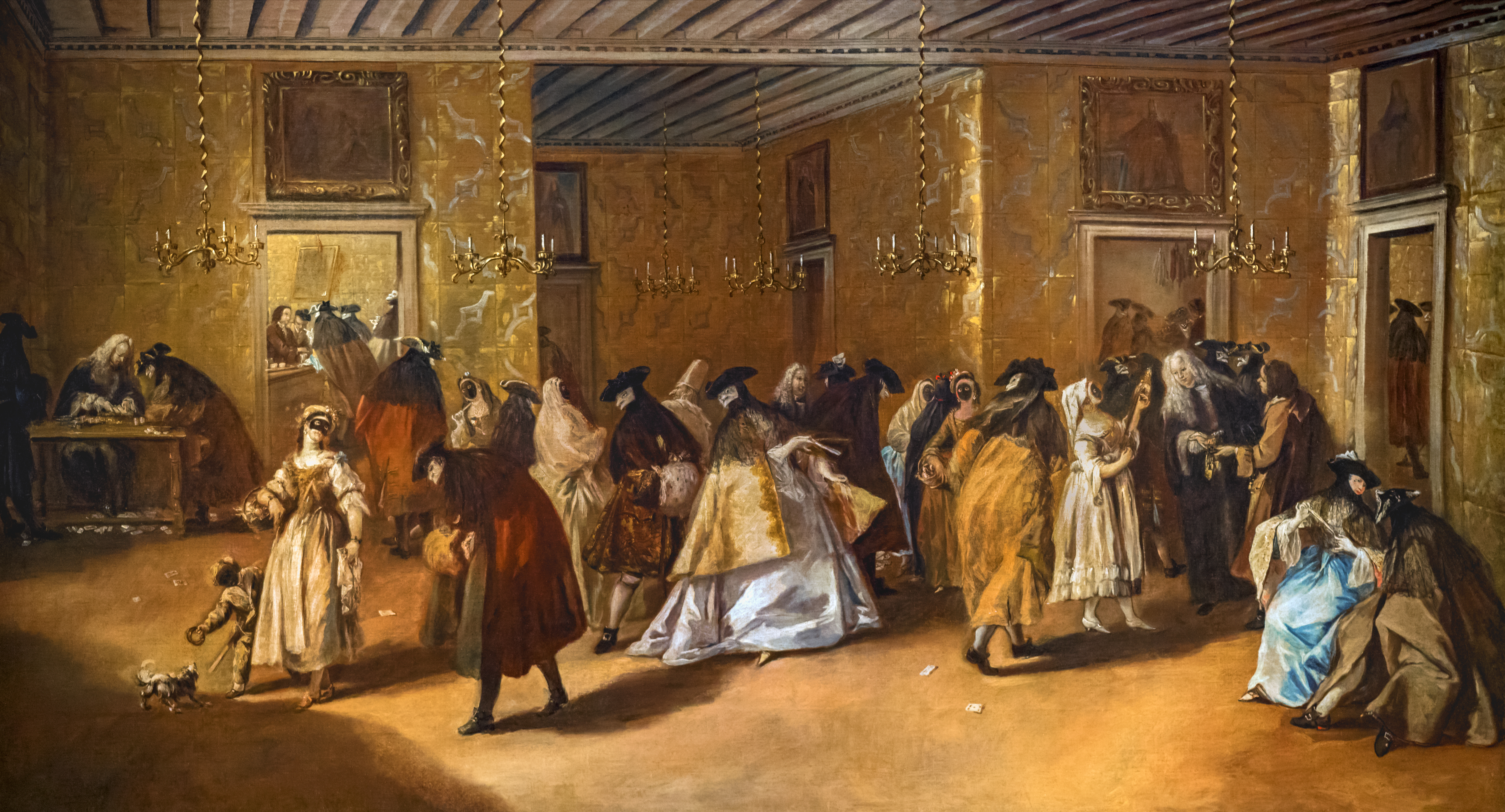
Interiér Dandolova paláce v San Moisè (Francesco Guardi, 1746/50; Ca´ Rezzonico, Benátky, Itálie)

Na rozdíl od obrazů svého staršího bratra Giovanni Antonia (1699–1760), Francesco Guardi (1712–1793) maloval obrazy s náboženskou tematikou spíše výjimečně. Naopak jeho mladší bratr Nicolo (1715–1785) byl malířem benátských vedut v Canalettově stylu až do své smrti.
Závěrem lze konstatovat, že Francesco Guardi byl posledním velkým benátským malířem. V následujícím období neoklasicismu již jen několik málo benátských malířů malovalo ve stylu evropských současníků a benátských mistrů. Benátské malířství tak skončilo rokem 1793 úmrtím Francesca Guardiho. Existence Nejjasnější republiky benátské definitivně skončila italským polním tažením Napoleona Bonaparta, který Benátky obsadil 14. května 1797.

## Přehled významných benátských malířů 14. až 18. století
| Jméno malíře                 | (Auto)portrét | Kategorie na Commons                                                         | Narození                            | Úmrtí                        | Malířská tvorba                                                                                               | Poznámky |
| ---------------------------- | ------------- | ---------------------------------------------------------------------------- | ----------------------------------- | ---------------------------- | --- | --- |
| Basaiti, Marco               |               | Kategorie „Marco Basaiti“ na Wikimedia Commons                               | 1470 ? Benátky nebo Friuli          | 1530 ? Benátky ?             | Malíř portrétů a náboženských obrazů                                                                          | Raně renesanční malíř vyškolený v dílně muránských Vivariniů                                                          |
| Bassano, Jacopo              |               | Kategorie „Jacopo Bassano“ na Wikimedia Commons                              | mezi 1510 a 1518 Bassano del Grappa | 1592 Bassano del Grappa      | Manýristický malíř zobrazující vesnický realismus 16. století                                                 | Syn Leandro pokračoval v otcově manýristické malbě až do 1622                                                         |
| Bellini, Gentile             |               | Kategorie „Gentile Bellini“ na Wikimedia Commons                             | mezi 1426 a 1429 Benátky            | 1507 Benátky                 | Malíř rozměrných pláten pro Scuola Grande di San Marco a Scuola Grande di San Giovanni Evangelista            | Renesanční malíř portrétů a městských vedut                                                                           |
| Bellini, Giovanni            |               | Kategorie „Giovanni Bellini“ na Wikimedia Commons                            | mezi 1424 a 1434 Benátky            | 1516 Benátky                 | Nejvýznamnější benátský raně renesanční malíř; autor náboženských obrazů typu Sacra conversazione             | Od 1483 oficiálním malířem Benátské republiky                                                                         |
| Bellini, Jacopo              |               | Kategorie „Jacopo Bellini“ na Wikimedia Commons                              | mezi 1395 a 1400 Benátky            | 1471 Benátky                 | Malíř náboženských obrazů                                                                                     | 1424 založil v Benátkách malířskou dílnu; v modelaci postav využil florentského poučení                               |
| Bellotto, Bernardo           |               | Kategorie „Bernardo Bellotto“ na Wikimedia Commons                           | 1720/1722 Benátky                   | 1780 Varšava                 | Rokokový malíř; vedutista evropských měst; výborný kreslíř a grafik                                           | Veduty Varšavy byly použity při obnově města po 2. světové válce                                                      |
| Bordone, Paris               |               | Kategorie „Paris Bordone“ na Wikimedia Commons                               | 1500 Treviso                        | 1571 Benátky                 | Tizianův žák tvořící na přechodu vrcholné renesance a manýrismu                                               | Malíř náboženských a mytologických obrazů a fresek; portrétista ve stylu Lorenza Lotta                                |
| Canal, Giovanni Antonio      |               | Kategorie „Giovanni Antonio Canal“ na Wikimedia Commons                      | 1697 Benátky                        | 1768 Benátky                 | Malíř, kreslíř a rytec benátských vedut                                                                       | Představitel benátského ilusionismu v době nastupujícího rokoka                                                       |
| Carpaccio, Vittore           |               | Kategorie „Vittore Carpaccio“ na Wikimedia Commons                           | 1465/1467 Benátky                   | 1525/1526 Benátky            | Malíř rané benátské renesance                                                                                 | Malíř obrazových cyklů pro benátská laická bratrstva                                                                  |
| Crivelli, Carlo              |               | Kategorie „Carlo Crivelli“ na Wikimedia Commons                              | 1430/1435 Benátky                   | 1495/1500 Ascoli Piceno      | Malíř rané benátské renesance                                                                                 | V obrazech s náboženskou tematikou spojil styl mezinárodní gotiky s raně renesanční malbou                            |
| da Castelfranco, Giorgio     |               | Kategorie „Giorgione“ na Wikimedia Commons                                   | 1477(1478 Castelfranco Veneto       | 1510 Benátky                 | Malíř obrazů a fresek, portrétista a vynikající kreslíř                                                       | Giorgionovo malířské dílo představovalo vstup do benátské vrcholné renesance                                          |
| da Conegliano, Cima          |               | Kategorie „Cima da Conegliano“ na Wikimedia Commons                          | 1459/1460 Conegliano                | 1517/1528 Benátky/Conegliano | Malíř rané renesance                                                                                          | Malíř oltářních obrazů                                                                                                |
| di Bonomo, Jacobello         |               | Kategorie „Jacobello di Bonomo“ na Wikimedia Commons                         | před 1370 Benátky ?                 | 1439 ? Benátky ?             | Malíř oltářních polyptychů; a autor výzdoby Sala del Maggior Consiglio v Dóžecím paláci                       | Umělec malující ve stylu mezinárodní gotiky                                                                           |
| Fetti, Domenico              |               | Kategorie „Domenico Fetti“ na Wikimedia Commons                              | 1589 Řím                            | 1623 Benátky                 | Raně barokní malíř malující ve stylu caravaggistů                                                             | Malíř oltářních a mytologických obrazů; portrétista a freskař                                                         |
| Guardi, Francesco            |               | Kategorie „Francesco Guardi“ na Wikimedia Commons                            | 1712 Benátky                        | 1793 Benátky                 | Vyhledávaný malíř městských vedut; kreslíř a příležitostný malíř oltářních obrazů                             | Francesco Guardi byl posledním velkým vedutistou benátského rokoka                                                    |
| Longhi, Alessandro           |               | Kategorie „Alessandro Longhi“ na Wikimedia Commons                           | 1733 Benátky                        | 1813 Benátky                 | Významný benátský portrétista                                                                                 | Dobovým dokumentem jsou malířovy portréty předních benátských osobností a významných představitelů Benátské republiky |
| Longhi, Pietro               |               | Kategorie „Pietro Longhi“ na Wikimedia Commons                               | 1701 Benátky                        | 1785 Benátky                 | Malíř žánrových a náboženských obrazů                                                                         | Malíř patřil k nejvýznamnějším představitelům benátské žánrové malby 18. století                                      |
| Lotto, Lorenzo               |               | Kategorie „Lorenzo Lotto“ na Wikimedia Commons                               | 1480/1482 Benátky                   | 1556 Loreto                  | vyhledávaný portrétista                                                                                       | Renesanční malíř; člen výboru benátských malířů                                                                       |
| il Giovane, Palma            |               | Kategorie „Palma il Giovane“ na Wikimedia Commons                            | 1544/1548 Benátky                   | 1628 Benátky                 | Malíř tvořící v období vrcholné renesance a začínajícího manýrismu                                            | Malíř z období vrcholné benátské renesance                                                                            |
| il Vecchio, Palma            |               | Kategorie „Palma il Vecchio“ na Wikimedia Commons                            | 1480/1489 Serina u Bergama          | 1528 Benátky                 | Malíř náboženských a mytologických obrazů                                                                     | Renesanční malíř |
| Pellegrini, Giovanni Antonio |               | Kategorie „Giovanni Antonio Pellegrini“ na Wikimedia Commons                 | 1675 Benátky                        | 1741 Benátky                 | Malíř náboženských, mytologických obrazů; portrétista                                                         | Představitel vrcholného benátského rokoka                                                                             |
| Piazzetta, Giovanni Battista |               | Kategorie „Giovanni Battista Piazzetta“ na Wikimedia Commons                 | 1683/1683 Benátky                   | 1754 Benátky                 | Malíř obrazů s náboženskou i světskou tematikou; freskař a kreslíř                                            | Představitel vrcholného benátského rokoka                                                                             |
| Pittoni, Giovanni Battista   |               | Kategorie „Giovanni Battista Pittoni“ na Wikimedia Commons                   | 1687 Benátky ?                      | 1767 Benátky                 | Malíř náboženských a mytologických obrazů; spoluzakladatel Accademia di Belle Arti di Venezia                 | Představitel benátského rokoka                                                                                        |
| Pordenone                    |               | Kategorie „Giovanni Antonio de´Sacchis, zv. Pordenone “ na Wikimedia Commons | 1483/1484 Corticelli u Pordenone    | 1539 Ferrara                 | Malíř fresek a náboženských obrazů                                                                            | Představitel vrcholné renesance                                                                                       |
| Ricci, Marco                 |               | Kategorie „Marco Ricci“ na Wikimedia Commons                                 | 1676 Belluno                        | 1730 Benátky                 | Malíř krajin a divadelních výjevů; grafik                                                                     | Pozdně barokní malíř                                                                                                  |
| Ricci, Sebastiano            |               | Kategorie „Sebastiano Ricci“ na Wikimedia Commons                            | 1659 Belluno                        | 1734 Benátky                 | Malíř fresek v Itálii a v Anglii; autor obrazů s náboženskou a mytologickou tematikou; kreslíř a grafik       | Autor vrcholně barokních maleb s rokokovými prvky                                                                     |
| Robusti, Domenico            |               | Kategorie „Domenico Robusti“ na Wikimedia Commons                            | 1560 Benátky                        | 1635 Benátky                 | Malíř portrétů benátské nobility; po otcově smrti dokončil většinu Jacopových zakázek                         | Manýristický malíř |
| Robusti, Jacopo              |               | Kategorie „Jacopo Robusti“ na Wikimedia Commons                              | 1518/19 Benátky                     | 1594 Benátky                 | Malíř velkolepých náboženských obrazů; vyhledávaný portrétista                                                | Reprezentant benátské vrcholné renesance; přechod k manýrismu                                                         |
| Robusti, Marietta            |               | Kategorie „Marietta Robusti“ na Wikimedia Commons                            | 1553/54 Benátky                     | 1590 Benátky                 | Malířka portrétů; modelka a pomocnice v dílně svého otce Jacopa                                               | Malířka vrcholné benátské renesance                                                                                   |
| Tiepolo, Giovanni Battista   |               | Kategorie „Giovanni Battista Tiepolo“ na Wikimedia Commons                   | 1696 Benátky                        | 1770 Madrid                  | Malíř obrazů a fresek s náboženskou a mytologickou tematikou                                                  | Nejvýznamnější benátský malíř vrcholného baroka                                                                       |
| Tiziano Vecellio             |               | Kategorie „Tiziano Vecellio“ na Wikimedia Commons                            | 1477/80 Benátsko                    | 1576 Benátky                 | Malíř vrcholné benátské renesance se širokým uměleckým záběrem od portrétů po náboženská a mytologická témata | Nejvýznamnější malíř benátské renesance s přesahem k manýrismu                                                        |
| Veneziano, Lorenzo           |               | Kategorie „Lorenzo Veneziano“ na Wikimedia Commons                           | asi 1336 Benátky                    | 1372 Benátky                 | Maloval ještě v duchu byzantské tradice                                                                       | Hlavní malířská osobnost v Benátkách 3. čtvrtiny 14. století                                                          |
| Veneziano, Paolo             |               | Kategorie „Paolo Veneziano“ na Wikimedia Commons                             | před 1300 Benátky                   | asi 1362 Benátky             | Hlavní představitel byzantské malby v Benátkách 1. poloviny 14. století                                       | V polovině 14. století se v jeho tvorbě objevují prvky gotické malby                                                  |
| Veronese, Paolo              |               | Kategorie „Paolo Veronese“ na Wikimedia Commons                              | 1528/9 Verona                       | 1588 Benátky                 | Malíř fresek a obrazů s náboženskou, mytologickou a historickou tematikou                                     | Patřil k hvězdné trojici benátských malířů vrcholné renesance (Veronese, Tintoretto,Tizian)                           |
| Vivarini, Alvise             |               | Kategorie „Alvise Vivarini“ na Wikimedia Commons                             | asi 1450 Murano                     | asi 1504 Murano              | Poslední z muránské malířské dílny Vivariniů; vynikl jako malíř oltářních obrazů                              | Čelný představitel muránské malířské školy                                                                            |
| Vivarini Antonio             |               | Kategorie „Antonio Vivarini“ na Wikimedia Commons                            | asi 1415 Murano                     | asi 1480 Murano              | Raně renesanční malíř působící v benátském Muranu                                                             | Zakladatel muránské malířské školy; spolupracoval s Giovannim d´Alemagna                                              |
| Vivarini, Bartolomeo         |               | Kategorie „Bartolomeo Vivarini“ na Wikimedia Commons                         | kolem 1430 Murano                   | kolem 1499 Murano            | Malíř, který se zabýval technikou olejomalby                                                                  | Autor prvních oltářních obrazů typu Sacra conversazione                                                               |
| Zanchi, Antonio              |               | Kategorie „Antonio Zanchi“ na Wikimedia Commons                              | 1631 Benátsko                       | 1722 Benátky                 | Malíř čerpající z tvorby Antonia Allegriho da Correggio                                                       | Přední představitel barokního tenebrismu                                                                              |